# Giulianova
Giulianova (Gigljië in dialetto giuliese, [ˈdʒiʎʎə]) è un comune italiano di 23 503 abitanti della provincia di Teramo in Abruzzo.
A seguito delle distruzioni, prima del centro romano (Castrum Novum Picenii) e successivamente di quello medioevale (Castel San Flaviano), la città venne rifondata nella seconda metà del '400 dal duca di Atri, Giulio Antonio I Acquaviva d'Aragona, che la chiamò col suo nome e ne fece un esempio di città ideale rinascimentale.

## Geografia fisica

### Territorio
Il suo territorio si estende per 28 km², tra i confini naturali formati dal fiume Salinello a nord e dal Tordino a sud. A ovest confina con Mosciano Sant'Angelo, a sud con Roseto degli Abruzzi, a nord con Tortoreto e a est con il mare Adriatico.
La città è sede di uno dei quattro porti della regione, l'unico della provincia. L'abitato si articola in due agglomerazioni principali saldatesi fra di loro nel corso dei decenni: Giulianova propriamente detta o Giulianova Alta, conosciuta popolarmente anche come Giulianova Paese, e Giulianova Lido. La prima comprende il centro storico e si estende su una collina di modesta altitudine (68 m s.l.m.) a circa un chilometro dalla linea costiera, mentre nel litorale vi è la parte più moderna e turistica.

### Clima
Il clima di Giulianova è di tipo temperato caldo con inverni relativamente tiepidi ed estati contraddistinte da temperature elevate, ma non torride. Le temperature medie invernali sono di poco superiori ai 7 °C, mentre quelle medie estive si collocano attorno ai 23 °C. Le precipitazioni sono comprese fra i 700 e gli 800 mm annui e sebbene i mesi autunnali e invernali siano i più piovosi, l'estate presenta una siccità meno marcata di quella riscontrabile in altre aree mediterranee.
- Classificazione climatica: zona C, 1319 GG

| Giulianova          | Mesi | Mesi | Mesi | Mesi | Mesi | Mesi | Mesi | Mesi | Mesi | Mesi | Mesi | Mesi | Stagioni | Stagioni | Stagioni | Stagioni | Anno |
| Giulianova          | Gen  | Feb  | Mar  | Apr  | Mag  | Giu  | Lug  | Ago  | Set  | Ott  | Nov  | Dic  | Inv      | Pri      | Est      | Aut      | Anno |
| ------------------- | ---- | ---- | ---- | ---- | ---- | ---- | ---- | ---- | ---- | ---- | ---- | ---- | -------- | -------- | -------- | -------- | ---- |
| T. max. media (°C)  | 9,5  | 11,4 | 13,8 | 17,5 | 21,4 | 26,0 | 28,9 | 28,7 | 25,2 | 20,4 | 15,4 | 11,8 | 10,9     | 17,6     | 27,9     | 20,3     | 19,2 |
| T. media (°C)       | 6,1  | 7,5  | 9,8  | 13,2 | 16,9 | 21,3 | 23,7 | 23,6 | 20,5 | 16,3 | 11,9 | 8,3  | 7,3      | 13,3     | 22,9     | 16,2     | 14,9 |
| T. min. media (°C)  | 2,8  | 3,7  | 5,9  | 8,9  | 12,5 | 16,6 | 18,6 | 18,5 | 15,9 | 12,2 | 8,5  | 4,9  | 3,8      | 9,1      | 17,9     | 12,2     | 10,8 |
| Precipitazioni (mm) | 65   | 54   | 64   | 60   | 49   | 49   | 44   | 54   | 70   | 84   | 87   | 83   | 202      | 173      | 147      | 241      | 763  |

## Storia

### Età romana: Castrum Novum Piceni

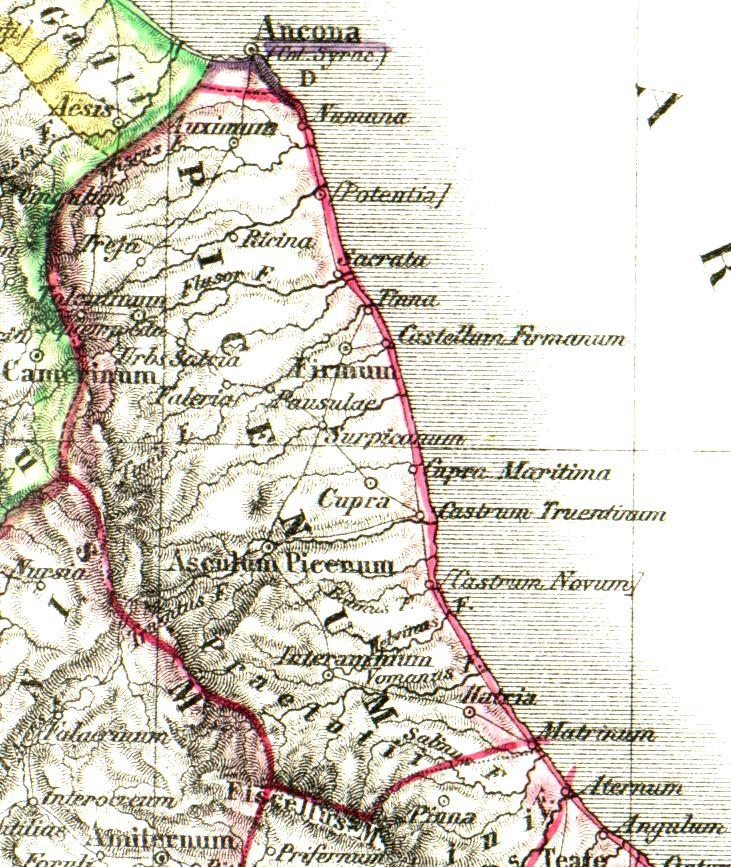
La Regio V Picenum

La presenza umana nel territorio di Giulianova è documentata fin da epoca neolitica e il ritrovamento di resti e ruderi di antichissime origini certificano l'esistenza di un nucleo abitato (probabilmente col nome di Batinus) che ebbe vita e civiltà più antiche della stessa capitale del Pretuzio (Interamnia, l'attuale Teramo). Giulianova iniziò tuttavia ad avere connotazioni propriamente urbane agli inizi del III secolo a.C., allorché i romani, tra il 289 e il 283 a.C., nell'ambito della conquista dell'Italia centrale ad opera del console Manio Curio Dentato e per bloccare l'influenza etrusca e siracusana nell'Adriatico, analogamente a quanto fatto in seguito con la deduzione di Sena Gallica (Senigallia) e Hatria (Atri), crearono presso le foci del Tordino, nel punto più stretto di collegamento tra Roma e l'Adriatico, a meno di due chilometri dall'attuale centro storico, una nuova colonia, fra le prime del Supremum Mare, denominata Castrum Novum (o Castrum Novum Piceni).

Per l'insediamento fu scelto il pianoro conosciuto come Terravecchia, un piccolo sistema collinare che concludeva verso sud, parallelo alla linea di costa e delimitato a meridione dal fiume Tordino. Da questa conformazione orografica derivò l'urbanistica della città, suddivisa per l'appunto in terrazzamenti, lungo l'asse nord-sud e dunque differenziata dagli schemi tradizionali, che prevedevano un incrocio centrale dei due assi viari principali e un perimetro murario geometrizzato.Quest'ultimo infatti si ipotizza seguisse il ciglio del pianoro, assecondando le difese naturali del terreno. Riguardo alla composizione delle strutture, gli scavi hanno documentato come queste fossero costituite prevalentemente in pietra di fiume e più raramente in calcare, associate a ceramica a vernice nera sovradipinta, d'importazione Meridionale. Seppure la parola Castrum indicasse un castello, un luogo fortificato, la colonia seppe sviluppare, accanto alle originarie funzioni militari, anche quelle proprie di un attivo centro mercantile, specialmente con il Mediterraneo Orientale, e di un nodo di comunicazioni di una certa rilevanza, divenendo col tempo emporio e principale strumento del commercio dell'Agro Pretuziano. 

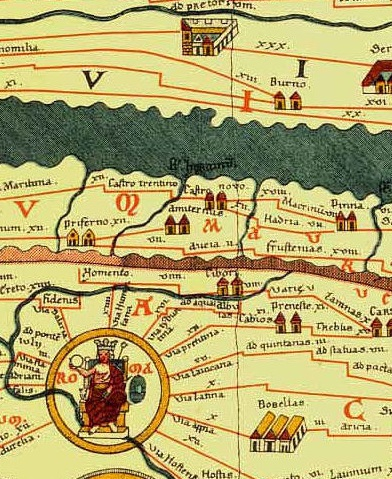
Castro Novo nella Tabula Peutingeriana

Alla base di tale sviluppo vi fu un munitissimo porto canale, fiorente sino al XVI secolo, importante non solo nelle strategie mercantili ma anche in quelle militari, tanto che Tito Livio ricorda la colonia come una di quelle incaricate dal Senato di fornire navi per la flotta per la seconda guerra punica. La prossimità della Via Cecilia, un ramo della Via Salaria, fu l'altro punto di forza commerciale della città.
L'ultima fase repubblicana e il primo periodo imperiale appaiono i momenti di massima fioritura della città.
Sita a 18 miglia da Castrum Truentinum (l'attuale Martinsicuro), secondo Peutinger, o più probabilmente a 12, come aveva calcolato Cluverio, citata da Velleio Patercolo e da Strabone, da Plinio e da Tolomeo, si dotò di bagni termali (I secolo) ed ebbe un suo prefetto. Forse raggiunse in età imperiale un perimetro di due chilometri. Successivamente alle guerre puniche fu ascritta alla tribù Mecia.
A confermare l'importanza della città in epoca romana, le tante testimonianze rinvenute nel tempo: iscrizioni lapidarie, fusti di colonne, capitelli istoriati di colore turchino, lastre di marmo adorne di sculture e arabeschi, una grotta (probabilmente in opus signinum), antichi sepolcri, lucerne ed anfore, figure ed idoletti. Inoltre, gli strati murari del sottosuolo, e un tesoretto monetale scoperto nel 1828, fanno pensare a più di una devastazione subita dalla città nel corso dei secoli..

### Età medievale: da Kàstron Nòbo a Castrum Sancti Flaviani
In età tardo-imperiale (V secolo), l'abitato di fondazione romana subì una contrazione demografica e la zona originaria (nei pressi della Chiesa di Santa Maria a Mare) rimase spopolata, sia a causa delle invasioni barbariche, sia, probabilmente, per l'eccessiva vicinanza al fiume Tordino. Delle frammentarie notizie riguardanti il periodo immediatamente successivo, si sa che durante il VI secolo il castrum bizantino portava il nome di Kàstron Nòbo, come menziona lo scrittore dell'epoca Giorgio Ciprio. Grazie tuttavia alla strategica posizione ed alla fruizione degli impianti portuali romani, l'insediamento mantenne un ruolo commerciale e difensivo di una certa importanza. Nello stesso periodo, inoltre, fu innalzato un tempio fuori le mura, a settentrione, che in futuro sarà dedicato a San Flaviano e che a causa della sua ubicazione, fu spesso sconvolto da incursioni, saccheggi ed eventi bellici.

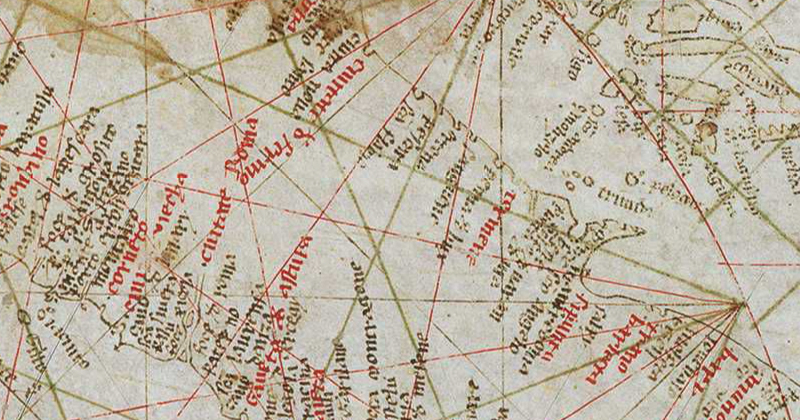
Castel San Flaviano sulla Carta Pisana.

In età altomedievale l'abitato assunse il nome di Castrum Sancti Flaviani (o Castrum in Sancto Flaviano o ancora Castrum Divi Flaviani) in ricordo di San Flaviano, Patriarca di Costantinopoli e Martire, le cui spoglie, secondo una leggenda, sarebbero state portate in Italia nel V secolo. Originariamente dirette a Ravenna, avrebbero raggiunto miracolosamente le coste castrensi, il 24 novembre, a seguito di una tempesta che costrinse l'imbarcazione che le trasportava a trovare rifugio sul litorale abruzzese. In onore e memoria dell'accaduto fu eretto sulla costa, in un tempo non precisato dagli storici, a seguito del ritrovamento delle reliquie, un edificio sacro di notevoli dimensioni, oggi non più esistente, tanto celebre e illustre da meritare da Carlo Magno e successivamente da principi, pontefici e sovrani, ampi privilegi e diplomi. Nel 1093 la chiesa di San Flaviano fu donata dal nobile Ranieri del fu Tribuno all'Abbazia di San Clemente a Casauria. Successivamente, a partire dal XII o XIII secolo, l'abitato iniziò ad essere conosciuto come Castel San Flaviano. Esso fu centro importante, ricco, prestigioso, culturalmente vivace (diede i natali ai celebri giuristi Taddeo e Berardo di San Flaviano), commercialmente attivo, grazie al suo porto dotato di un hospitium per pellegrini e degenti, non distante dalla Chiesa di Santa Maria a Mare, che gli studiosi vogliono come punto di riferimento spirituale per gli imbarchi in Terra Santa. Si pensava ad un collegamento con i Templari, la si tracciava, a detta del canonico alsaziano Joseph Anton Vogel, quale sede episcopale, fiorente di ordini religiosi ed edifici sacri, dimora dei papi Clemente II e Lucio III e dell'imperatore Enrico III il Nero.

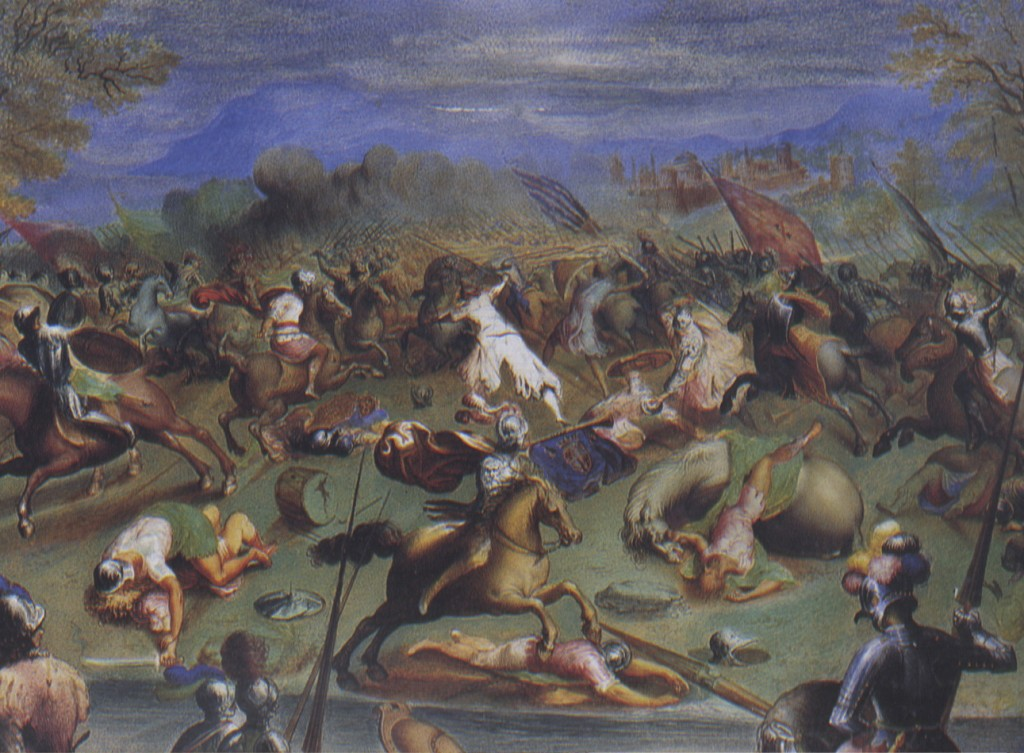
Valerio Marini: Battaglia di San Fabiano

Il borgo fece parte, in età medievale, del Regno ostrogoto, del Ducato di Spoleto, del Regno di Sicilia e, infine del Regno di Napoli. Nella seconda metà del XIV secolo entrò in possesso della ricca e potente famiglia degli Acquaviva che ne fece una delle sue residenze principali fino alla distruzione avvenuta nel luglio del 1460 a seguito della sanguinosa battaglia di San Fabiano d'Ascoli o San Flaviano d'Ascoli (da taluni definita anche battaglia del Tordino), parte della congiura dei Baroni, combattuta nei pressi della città fra aragonesi e angioini capitanati rispettivamente da Alessandro Sforza (coadiuvato da Federico da Montefeltro) e da Jacopo Piccinino e che vide il trionfo di quest'ultimo. Successivamente a questa battaglia gli uomini capitanati da Matteo di Capua, a cui si aggiunsero alcuni degli Spennati, provenienti da Teramo, saccheggiarono e bruciarono quel che restava dell'antico abitato.
Nello stesso anno Giulio Antonio Acquaviva firmò un trattato di pace assieme Ferrante d'Aragona, re del Regno di Napoli, grazie al quale riottenne tutti i possedimenti appartenuti alla sua famiglia, fra cui quel che restava di Castel San Flaviano.

### Età rinascimentale: Giulia, la "città ideale"
Undici anni più tardi, nel 1471, Giulio Antonio Acquaviva, duca d'Atri e signore del luogo, che già aveva provveduto alla riedificazione delle città di Conversano e di Atri, preferì ricostruire Castel San Flaviano, quella che di più l'avrebbe coinvolto ed attratto e che sarebbe divenuto il principale centro dei suoi possedimenti. La città non sarebbe però stata eretta sulle sue rovine, bensì su un'altura situata a circa settanta metri sul livello del mare, a breve distanza dall'anteriore centro abitato. Il 31 maggio 1471 Ferrante d'Aragona emise un diploma mediante il quale si autorizzava Giulio Antonio Acquaviva a riedificare San Flaviano sul luogo che egli stesso aveva prescelto. Il nuovo nucleo prese da lui il nome di Giulia o Giulia nova e Julia o Julia nova.

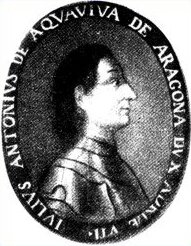
Giulio Antonio Acquaviva d'Aragona, fondatore della città

A ricordare agli abitanti le motivazioni della fondazione di Julia Nova, il vescovo di Teramo Giannantonio De Teolis pose un'iscrizione sulla porta delle mura che collegava il paese alla zona marina (Porta Marina), che recitava in latino: «O forestiero, quel tu sia, che giungi - a queste mura aderte, ti sia noto - che ogni casa mutò di luogo e di nome - poscia che fu abbandonata, e per più avverso Cielo - E mira i campi, che un dì furono deserti - dei fuggiaschi coloni, ed or con queste - messi fan colma la nativa gioia.». Nel corso dell'Ottocento caddero in disuso i termini di Julia e Julia nova, e mentre Giulia diede origine al gentilizio della popolazione (giuliese) il toponimo di Giulia nova o Giulianova si impose definitivamente, anche a livello ufficiale, ed è da oltre un secolo l'unico con cui la città è conosciuta.
Riguardo all'araldica, fu nel momento del trasferimento dalla vecchia Castel San Flaviano distrutta, alla nuova città, che gli abitanti presero per loro stemma l'effigie di Giuliantonio a cavallo, che andò a soppiantare l'impresa usata fino a quel tempo, la quale era costituita da un castello con una torre all'angolo ed attorniata dal motto: S.CV.PA.ET.DO.H.IS. (ossia "Sit cum Patre et Domino Honor Jesu Cristo").
Il progetto della cittadella desta fra gli studiosi particolare interesse, specie nella ricerca dell'autore. Pare fu affidato dal duca ad un architetto locale, che lo portò a compimento nel 1472, ispirandosi a quei criteri di razionalità tipici dell'età rinascimentale. I lavori di costruzione si protrassero per alcuni decenni e si configurarono come un'impresa di ampio respiro, fortemente voluta dal duca che talvolta seguì personalmente l'opera, ma che più spesso si avvalse di persone di fiducia, fra cui Giovanni Antonio, suo primogenito e Sulpizio, suo figlio naturale. Va ricordato che Giulio Antonio Acquaviva, oltre ad essere un noto condottiero, fu uomo di cultura, con una conoscenza personale delle più prestigiose corti dell'Italia del tempo e delle nuove tendenze architettoniche che ebbero in Leon Battista Alberti e Francesco di Giorgio Martini, due fra i massimi interpreti. Fu per questo che per anni, la progettazione di questo modello abruzzese di città ideale fu attribuita a nomi come Baccio Pontelli e ancor più fortemente, allo stesso Martini, dato il legame dell'Acquaviva con la corte di Urbino, in cui entrambi gli architetti furono decisamente attivi, e in particolare il collegamento con alcune tarsie ritraenti cittadelle fortificate del tutto similari a Giulia, presenti nello Studiolo di Federico da Montefeltro. La non coincidenza di alcune date portò, tuttavia, a smentire ad oggi queste ipotesi. Secondo gli ultimi studi, si pensa che ad ideare l'impianto urbanistico della città sia stato lo stesso architetto che ideò quello di Pienza. Questa tesi è avvalorata da alcune somiglianze fra i centri storici di Giulianova e di Pienza, quali accorgimenti antiprospettici. Inoltre il duca Giulio Antonio era in contatto con figure che lavorarono a Pienza, forse lo stesso Pontelli, e probabilmente fu lui stesso a commissionare la pianificazione dell'abitato all'urbanista dei Piccolomini.

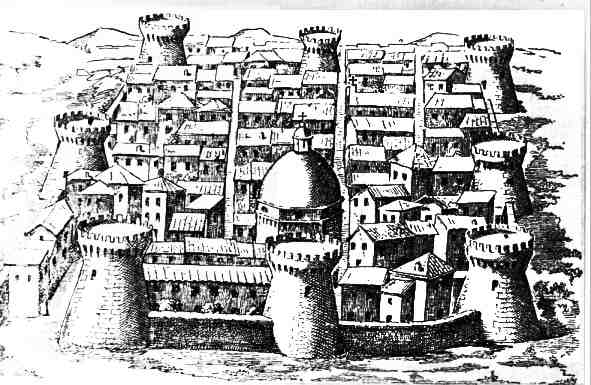
La Giulianova rinascimentale

Il centro abitato originario, in parte conservatosi fino ai giorni nostri, era interamente racchiuso entro una poderosa cinta muraria della forma di un quadrilatero irregolare, difeso da otto torrioni di cui uno integrato nel palazzo ducale. L'impianto della città era di tipo radiocentrico imperniato su un nucleo monumentale costituito dal Palazzo degli Acquaviva, dalla fontana pubblica e, soprattutto, dall'ampio Duomo ottagonale che dominava l'Adriatico. La cittadella, progettata per accogliere un migliaio di residenti, ebbe inizialmente una popolazione esigua, composta in massima parte da immigrati di altri stati italiani o provenienti dall'Europa orientale. Fra questi ultimi vi erano dieci albanesi, quattro croati non ben identificati e tre greci mentre fra gli italiani si segnala la presenza di ben quindici lombardi oltre ad alcuni veneti e romagnoli, un ragusino, un marchigiano e un solo abruzzese. Raggiunse e superò i mille abitanti solo alla metà del XVI secolo (358 fuochi). L'abitato era costituito da una via principale, o corso, di otto metri circa di larghezza e che organizzava lo spazio urbano circostante, con vie non anguste su cui si affacciavano edifici di uno o due piani atti ad ospitare nuclei monofamiliari. Pur presentando un carattere eminentemente castrense offriva ai suoi residenti strutture urbane e abitative che per l'epoca erano salubri e funzionali.

### Età moderna e contemporanea
(Augusto Conti)

Piazza Vittorio Emanuele II negli anni 1920

Nei secoli successivi Giulianova subì alcuni devastanti saccheggi: nel XVI secolo da parte dei Lanzichenecchi, e, in età napoleonica, da parte dei francesi che distrussero l'Archivio ducale. Subito dopo il compimento dell'unità nazionale fu la prima città dello scomparso Regno delle Due Sicilie ad essere visitata il 15 ottobre 1860 dal re Vittorio Emanuele II, per onorare l'amicizia che lo legava agli Acquaviva. Per commemorare l'evento venne eretta successivamente, sulla ottocentesca piazza della Libertà, una statua bronzea del sovrano ad opera dello scultore giuliese Raffaello Pagliaccetti. Il progetto originario prevedeva che poggiasse su un maestoso basamento, ma le vicissitudini portarono alla realizzazione dell'attuale, di più modeste fattezze. Dopo l'abbattimento di parte delle mura (1860) determinato dall'aumento della popolazione e della conseguente richiesta di spazio, la città iniziò ad estendersi sul resto delle collina e in direzione dell'Adriatico dove si costituì, a seguito dell'apertura del tratto ferroviario Ancona-Pescara, l'abitato di Borgo Marina (fine dell'Ottocento) primo nucleo di Giulianova Lido.

Una delle numerose ville Liberty sorte fra ottocento e novecento

Furono anni di grande fermento infrastrutturale: oltre alla già citata piazza Vittorio Emanuele II, nacquero l'elegante terrazza del Belvedere, la stazione ferroviaria e furono avviati i lavori del porto. La Marina iniziò dunque il suo processo di emancipazione dal capoluogo, e si apprestò col tempo a diventare da frazione, vera e propria città nuova, che presto avrebbe superato, con ampi margini, il numero di abitanti del nucleo storico e visto traboccare fra le sue strade parte degli uffici amministrativi e dei locali pubblici non più solo appannaggio della città vecchia, divenendo anzi centro della vita commerciale. A Giulianova nacque l'Ospizio Marino.

Il Kursaal, nel dopoguerra noto come Albergo Lido

Nei primi decenni del Novecento divenne un elegante punto di riferimento balneare della riviera adriatica e sorsero splendide ville Liberty che ancora oggi costeggiano il lungomare e il viale dello Splendore, nella parte alta della città. In quegli anni venne edificato anche il lussuoso albergo Kursaal, oggi adibito a congressi e mostre e durante il ventennio fascista venne realizzato il grande Lungomare Monumentale, su progetto di Giuseppe Meo, che si ispirava al viale della Vittoria di Bengasi, ideato dal celebre Arnaldo Foschini. Nel corso dell'ultima guerra Giulianova fu sconvolta da alcuni bombordamenti aerei: di particolare intensità fu quello effettuato dagli Alleati nel febbraio 1944, che causò 24 vittime, oltre a danni materiali di una certa entità, tanto da risultare la città del teramano dove si produsse il maggior spargimento di sangue nel corso del secondo conflitto mondiale.
Nel dopoguerra Giulianova è tornata ad essere una città prospera, fra le più popolose ed economicamente importanti della propria provincia di appartenenza.

### Simboli

Gonfalone civico

Lo stemma della Città di Giulianova è stato concesso con decreto del presidente della Repubblica del 3 ottobre 2005 e vi è raffigurato Giulio Antonio Acquaviva a cavallo.
(D.P.R. 03.10.2005 concessione di stemma e gonfalone)
Il gonfalone è un drappo di rosso.

## Monumenti e luoghi d'interesse

### Architetture religiose
Duomo di San Flaviano

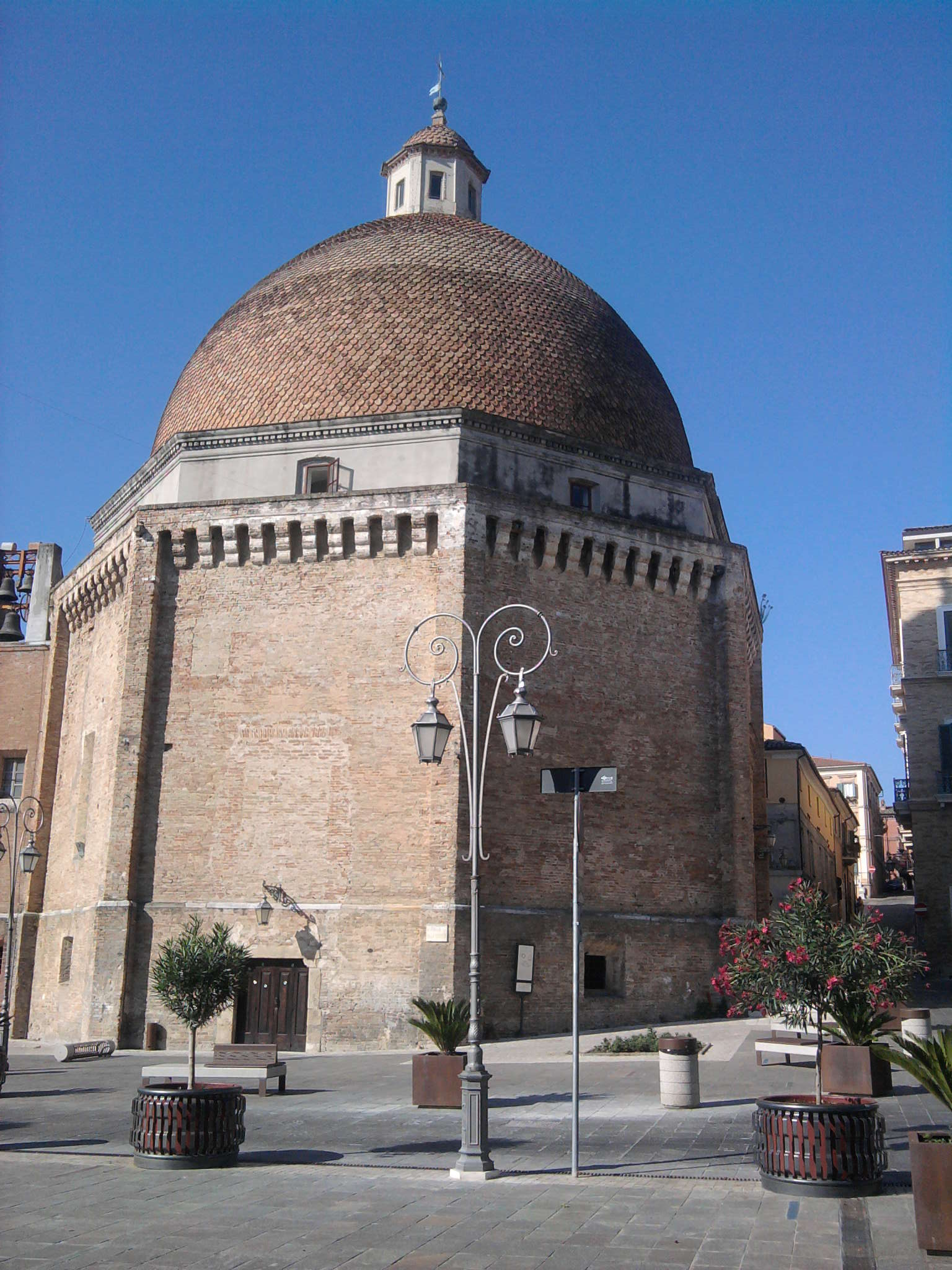
Il duomo dedicato a San Flaviano

Costruzione rinascimentale, monumento nazionale dal 1902. Originariamente, sino al '600, intitolata a Santa Maria in Piazza (o Santa Maria in Platea), e per questo di pianta centrale ottagonale, tipica di templi mariani, ma popolarmente chiamata "La Rotonda" ancora nella prima metà del Novecento, è dedicata, dalla metà del cinquecento, al Santo Patriarca di Costantinopoli, le cui spoglie raggiunsero fortunosamente le coste giuliesi poco prima del 450. Edificato negli anni settanta del XV secolo, è stilisticamente influenzato dall'architettura toscana e umbra del tempo. La tipologia militaresca, ravvisabile nella straordinaria ampiezza delle mura (2 metri circa), nelle lesene di rinforzo agli angoli, nei beccatelli e nelle caditoie (effettivamente funzionanti) che ornano i lati, nel cammino di ronda percorribile, configura la costruzione come un vero e proprio torrione difensivo aggiunto, ponendolo come interessante inedito esperimento progettuale dell'Abruzzo adriatico.
La collegiata sorge al centro della città storica, rappresentando il fulcro centrale della città ideale di Giulio Antonio Acquaviva. In principio risultava isolata, come tipico delle chiese a pianta centrale rinascimentali, dal resto delle abitazioni, che dal XVI/XVII secolo invece vi si collegano nel lato meridionale. A sormontarla, una cupola poggiante su un tamburo, dall'intradosso emisferico ed estradosso slanciato a congiungersi alla lanterna ottagonale. La calotta è rivestita di embrici semicircolari in cotto (un tempo in Maiolica azzurra con effetto rifrangente, che la rendeva un voluto punto di riferimento visibile dal mare a notevole distanza).
L'interno, dopo i restauri del 1926 e del 1948 (questi ultimi ad opera di Arnaldo Foschini) volti al ripristino della spazialità quattrocentesca, è stato pesantemente spogliato delle decorazioni di età tardorinascimentale e barocca, consistenti in affreschi e ornamenti come paraste e decorazioni a conchiglia. Altre opere ora non più presenti sono state una croce processionale di Nicola da Guardiagrele e il Tesoretto della Collegiata, ora conservato nella cripta, donato dal duca Andrea Matteo III Acquaviva e Isabella Piccolomini, costituito da opere d'arte appartenenti alla stagione dell'oreficeria teramana del trecento e dal reliquiario cinquecentesco in argento, con i resti del Santo, che la storiografia artistica attribuisce alla tecnica orafa di Andrea De Litio, mentre il Bindi ritenne una sostituzione moderna di un pregevole corrispettivo andato perduto. Queste, nella seconda metà del Novecento, sono state rimpiazzate da dipinti e sculture di artisti contemporanei (fra cui spiccano i nomi del giuliese Venanzo Crocetti, di Francesco Coccia e di Aligi Sassu) e una statua lignea del Santo, risalente al XVII secolo. Sotto la grande aula del tempio si dispone una cripta, suddivisa in due ambienti: uno centrale, coperto da una volta ad ombrello, sorretta da otto pilastri, raccordati da altrettanti archi a tutto sesto, e un deambulatorio intorno. Sulle pareti accanto all'ingresso, restano tracce di affreschi seicenteschi rappresentanti la Natività e il Battesimo di Cristo, e uno di fine quattrocento raffigurante un angelo riferibile ai modi della bottega di Carlo Crivelli. Contiene i resti del patrono e di alcune personalità giuliesi.
Chiesa di Santa Maria a Mare

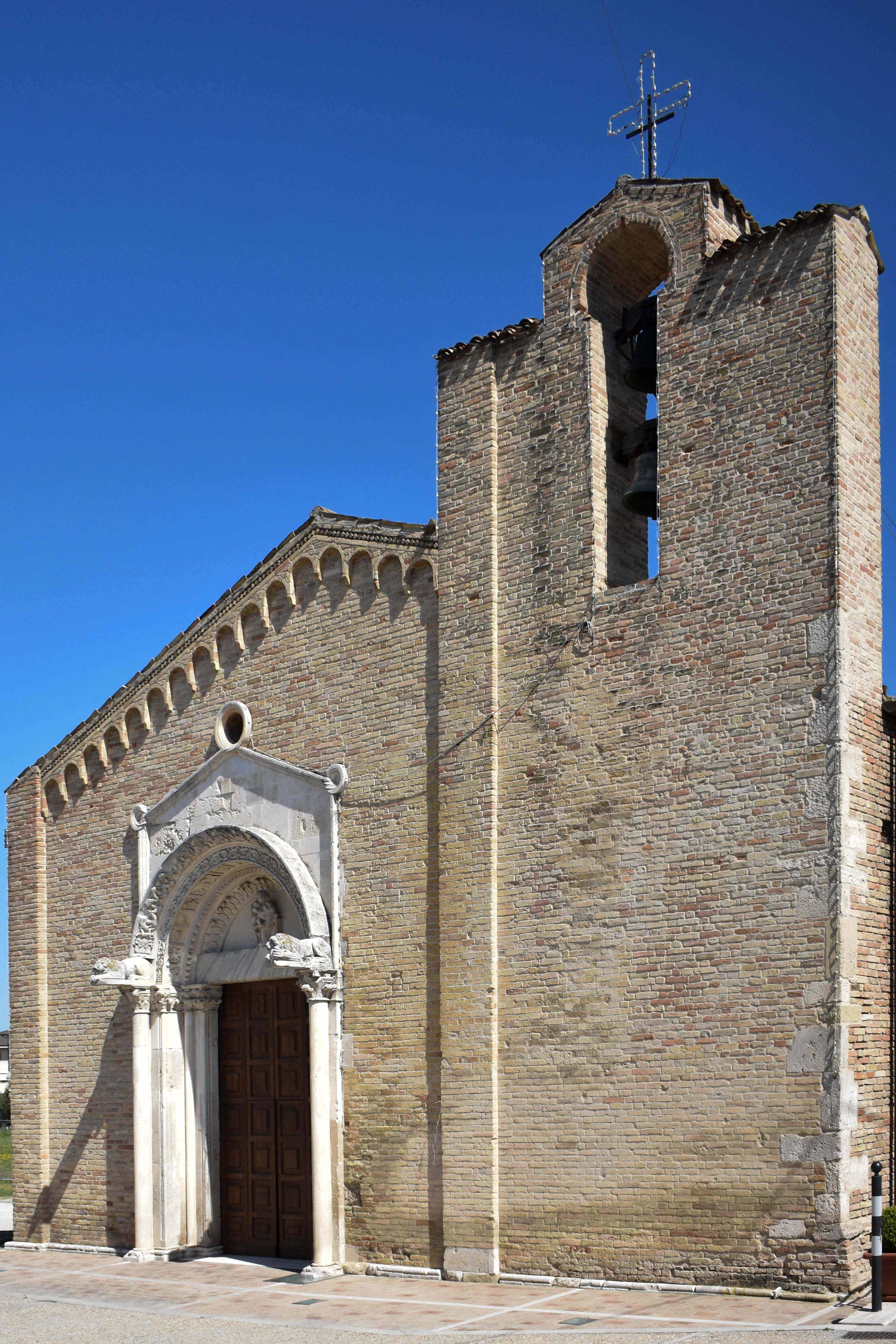
Santa Maria a Mare

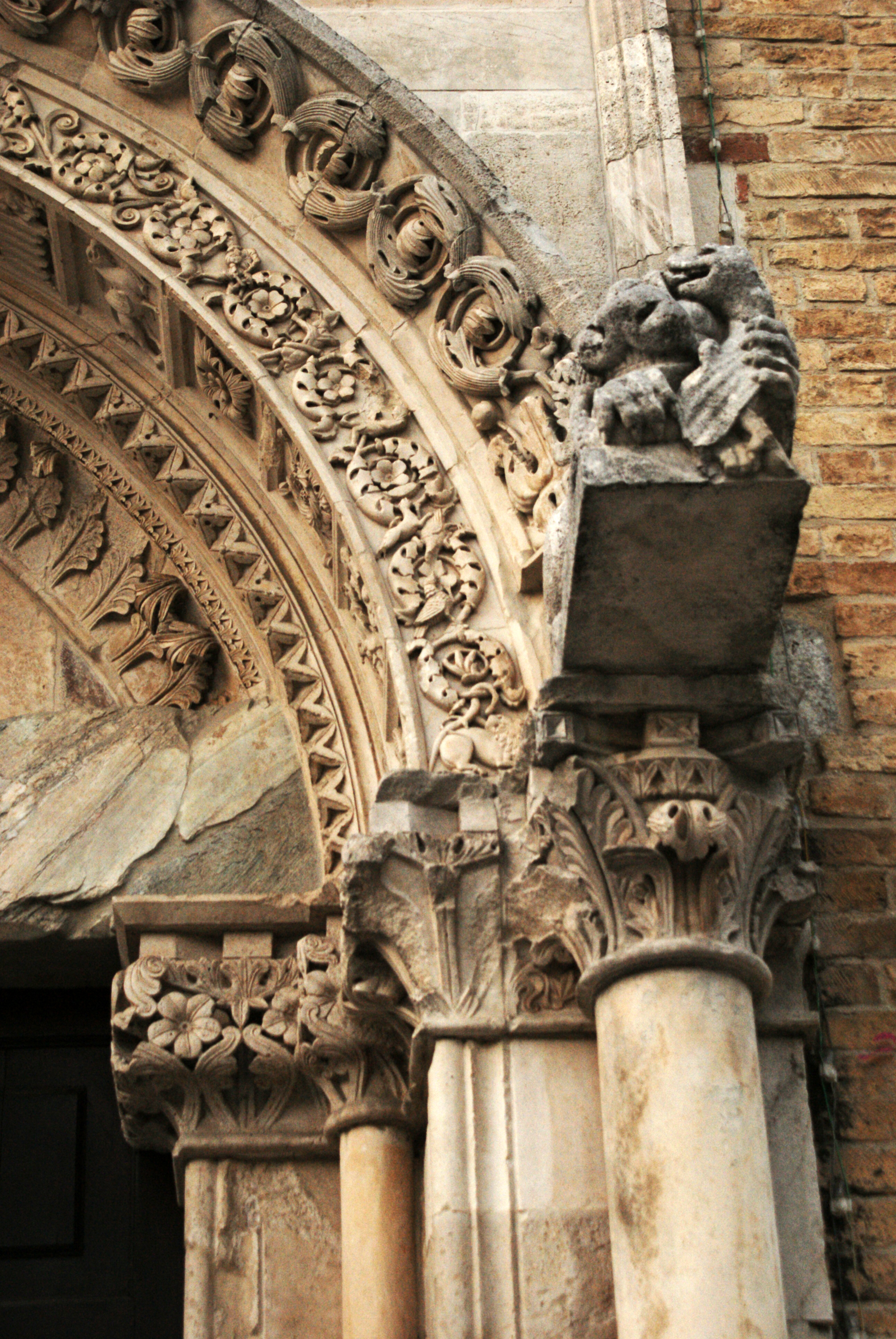
Santa Maria a Mare: dettaglio del portale

È la più antica della città ad essere ancora in piedi (costruzione del X o dell'XI secolo) ed è situata in quella che fu la zona di edificazione della Giulianova romana (Castrum Novum). È anche detta "dell'Annunziata" dal nome del quartiere in cui è situata. Fu costruita sui resti di una preesistente grangia benedettina, di cui furono trovate testimonianze sotto la navata sinistra, dal vescovo della diocesi, Guido, in stile romanico lombardo. Subì numerose e importanti modifiche nel duecento e nel trecento, che le apportarono il pregevole portale, una terza navata e tre absidi, "appiattite" nel corso dello stesso secolo, probabilmente sotto le maestranze del cantiere della Cattedrale di Atri, a seguito di alcuni crolli. Anche la facciata fu fortemente modificata nel corso di questi interventi. Nell'Ottocento gli fu accorpato un convento, ma tutte le aggiunte furono cancellate dai restauri novecenteschi, effettuati a seguito dei bombardamenti subiti dal complesso durante la Seconda guerra mondiale, che ripristinarono le forme precedenti, ma dato l'uso di materiali nuovi, dati gli ingenti crolli, le diedero l'effetto di un "antico duplicato". A lato del portale sono ravvisabili resti dell'originario campanile, sostituito dall'attuale, a vela monoforata.
Il massimo apporto decorativo è concentrato sul portale, finemente cesellato con rappresentazioni allegoriche e animali, attribuito a Raimondo di Podio, medesimo artefice del portale della Basilica di Santa Maria Assunta ad Atri. L'interno, oltre alla soppressione della terza navata e delle absidi, ha subito lo spostamento anomalo del presbiterio sul lato lungo della navata destra. La chiesa fu sede, nei primi decenni del Novecento della Congregazione della Passione di Gesù Cristo. Nel luglio 1859 vi fece tappa San Gabriele dell'Addolorata, che tornava dalle Marche in Abruzzo per compiere gli studi teologici.
Santuario di Maria Santissima dello Splendore

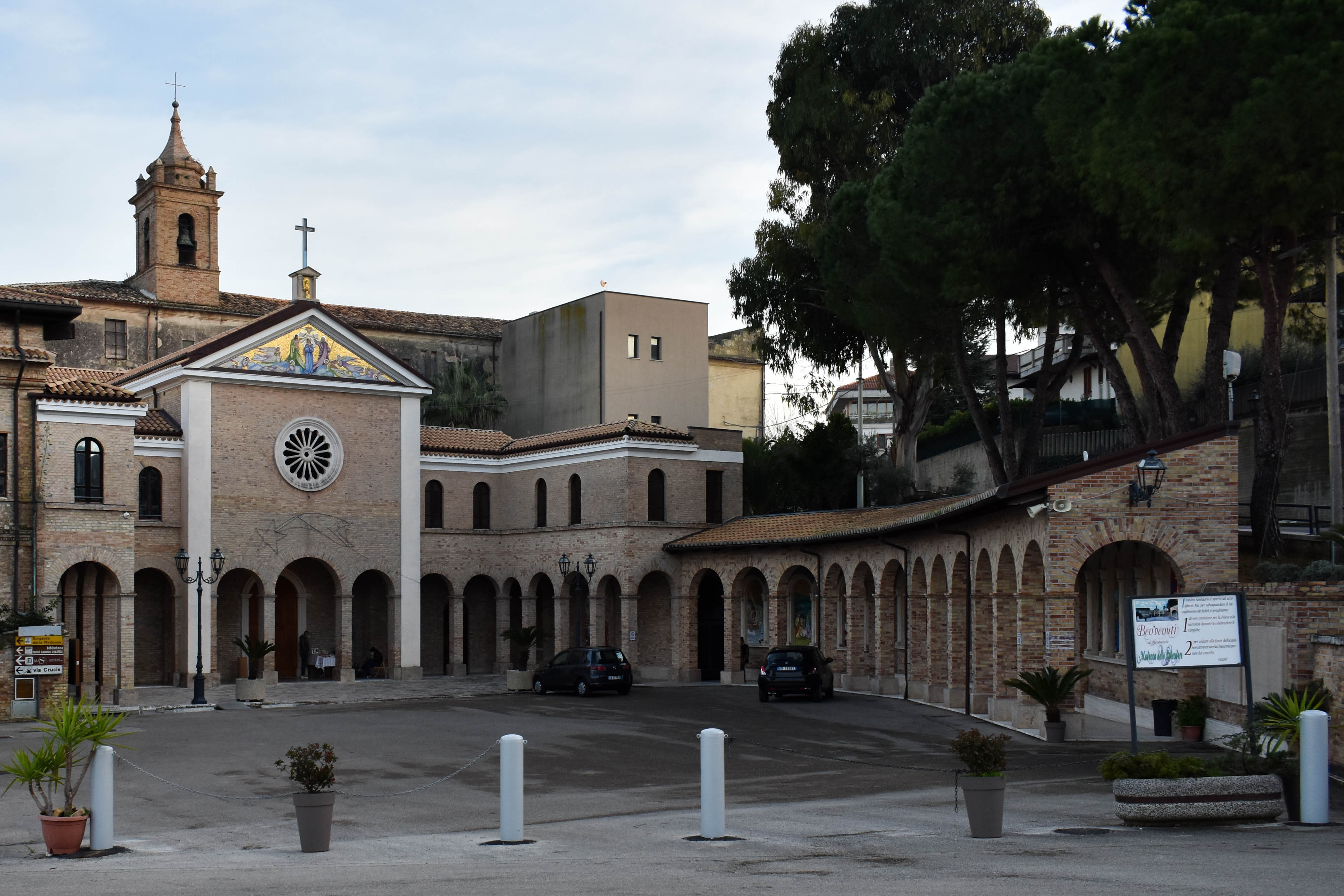
Il Santuario della Madonna dello Splendore.

Complesso monumentale che ha come fulcri una chiesa riedificata nel 1907 (al posto di un edificio di culto preesistente, di età barocca) e un monastero dei padri cappuccini del XVI secolo. Il santuario fu ampiamente rimaneggiato a seguito di radicali interventi effettuati durante il ventennio fascista (1937 - 1938) e nella metà degli anni ottanta del novecento, con gli interventi che attualmente ne definiscono i prospetti che si affacciano sulla piazza. È luogo di devozione e meta di pellegrinaggi fin dalla seconda metà del Cinquecento, in virtù di un'apparizione in loco della Vergine nel 1557, come riportato da una cronaca di epoca barocca redatta da un monaco e costituisce la tappa di partenza del cosiddetto "Cammino teramano", che termina al Santuario di San Gabriele dell'Addolorata. Notevole la pala, risalente al 1570 circa, raffigurante la Vergine con il Bambino in gloria e i Santi Pietro, Paolo, Dorotea e Francesco, opera di Paolo Veronese, i quadri ad olio presenti nel coro raffiguranti l'Immacolata Concezione, di Giacomo Farelli e la monumentale Via Crucis con statue bronzee di Ubaldo Ferretti, allievo del Fazzini.
Chiesa di Santa Maria della Misericordia

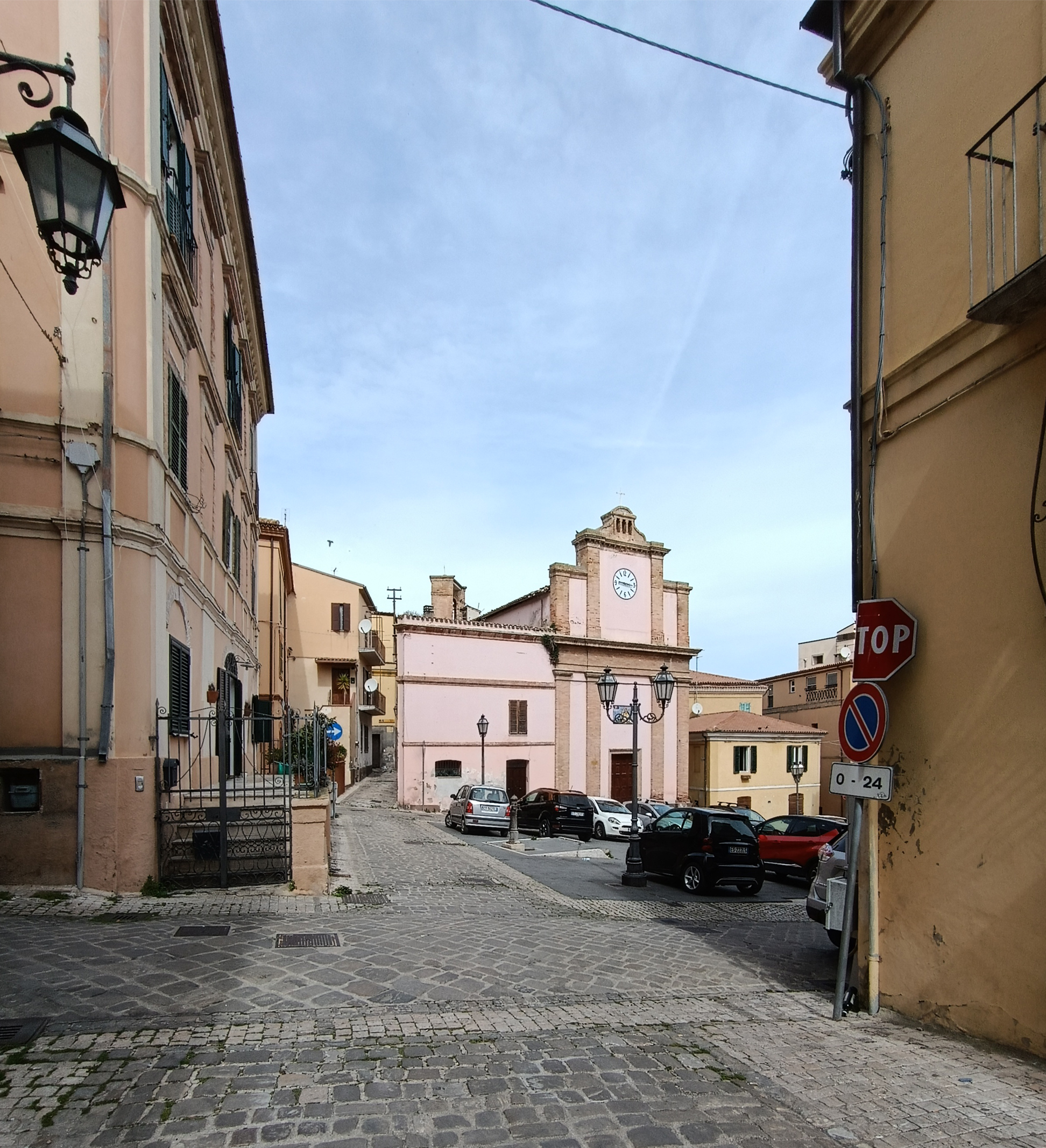
La chiesa della Misericordia

Quando la popolazione abbandonò Castel San Flaviano per trasferirsi sulla città di nuova fondazione, molte chiese della vecchia città vennero ricostruite nella nuova, per permettere ai cittadini di continuare a praticare i culti cui erano affezionati. La chiesa della Misericordia porta dunque lo stesso nome di un'altra eretta nel centro medievale dopo la pestilenza del 1348. Si affaccia su piazza Dante e fu la prima chiesa della città di Giuliantonio ad essere portata a termine, mentre il futuro duomo era ancora in costruzione, eretta dall’omonima confraternita fondata nel 1474, all'indomani della fondazione, per decreto del vescovo e umanista Giovanni Antonio Campano. Completamente abbattuta, fu riedificata nel XVI secolo. Presenta una forma trapezoidale, del tutto insolita in un'epoca contrassegnata da canoni stilistici basati sulla regolarità delle forme. La facciata si compone di due parti, entrambe scandite da quattro lesene in laterizio, in quella inferiore terminanti con capitelli e trabeazione con cornice aggettante e in quella superiore con cornice dentellata e una trifora decorativa a coronamento. Al centro della parte sommitale è presente un orologio, mentre sopra al portale d'ingresso vi è un mosaico di 45 mattonelle raffigurante la Madonna della Misericordia, con in grembo il corpo del Figlio dopo la crocifissione. L'interno, lineare, è rallegrato da pitture che ripropongono elementi architettonici e decorativi di ascendenza classica. Come molti monumenti della città, sfregiata dai restauri recenti, che in questo caso hanno oscurato gli originali affreschi e colori dell'interno. Sul retro, il semplice campanile è cinquecentesco.

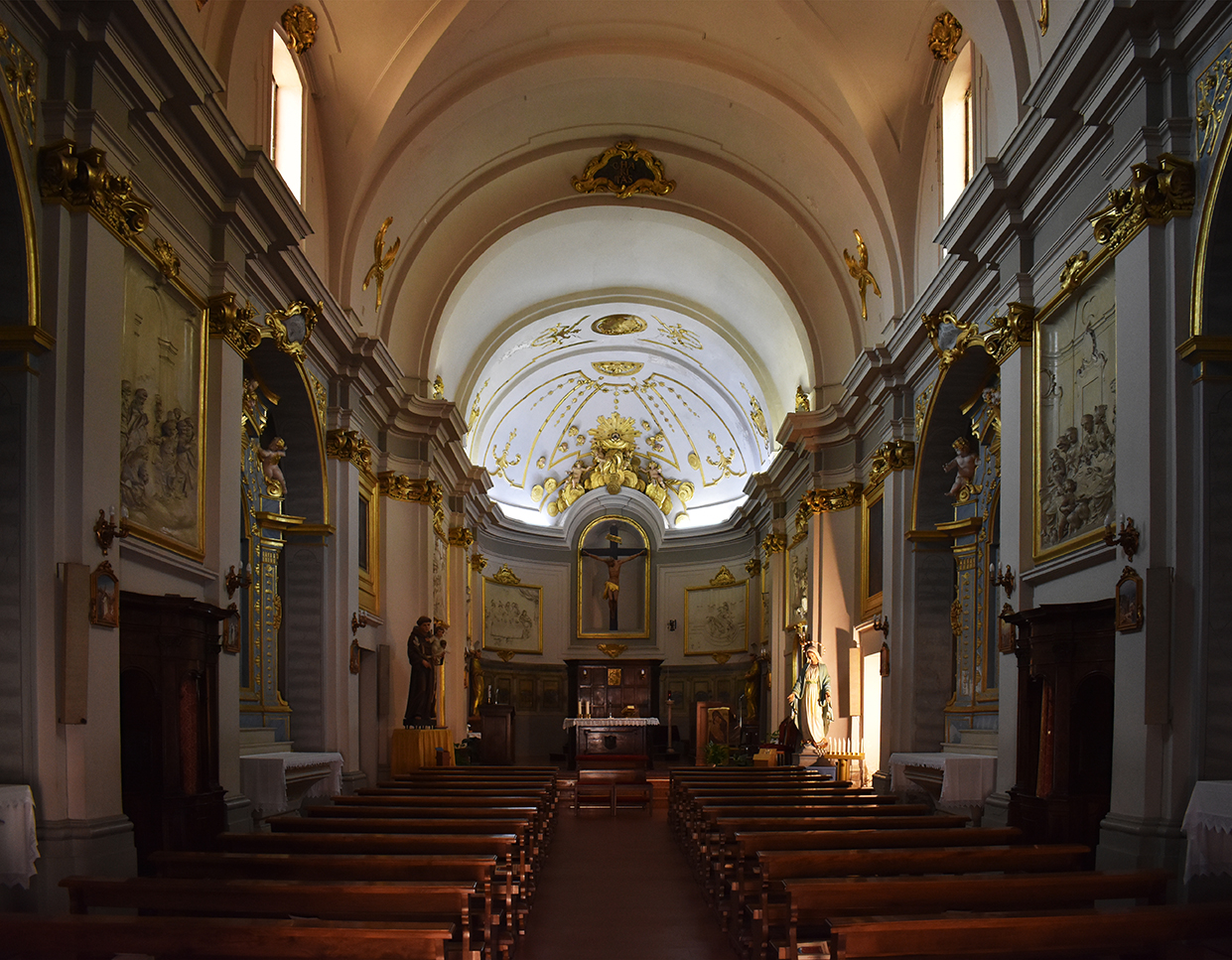
L'interno tardobarocco della chiesa di Sant'Antonio

Chiesa di Sant'Antonio In origine dedicata a San Francesco, nome che si estese all'intero rione, era parte del Convento dei Frati Minori Francescani, costruito lungo le mura meridionali nel corso del Cinquecento; un complesso ben maggiore, tra i più ricchi della regione, dotato di un chiostro e di una sagrestia, di cui rimane una nicchia affrescata sul perimetro esterno della chiesa. Esso ospitò il carcere e il Municipio, prima di essere in gran parte progressivamente demolito fra Ottocento e Novecento, conseguentemente ai rinnovamenti urbanistici del periodo, che sconvolsero il recinto murario della città, lasciando il posto all’edificio scolastico, attualmente esistente, nel 1912. Ciò che è sopravvissuto è l'attuale chiesa di Sant'Antonio. La facciata e le mura in laterizio sono l'unico reperto originale del XVI secolo. La prima non presenta elementi di rilievo, avendo conservato l'aspetto povero tipico di una chiesa mendicante, tuttavia mostra le varie fasi di costruzione: nella muratura si distingue il tetto a capanna con una finestra centrale della prima chiesa e la sopraelevazione sei-settecentesca. Il portale d’ingresso in pietra reca la scritta in capitali latine STIGMATA CRISTI SUSTULIT ECCE DOMUS 1566: “le stigmate di Cristo sostengono questa dimora 1566”. L’interno ha subito rimaneggiamenti nel Settecento, e rappresenta un'importante espressione tardo-barocca in Abruzzo, opera delle maestranze guidate da Girolamo Rizza da Veglio.
Chiesa di Sant'Anna

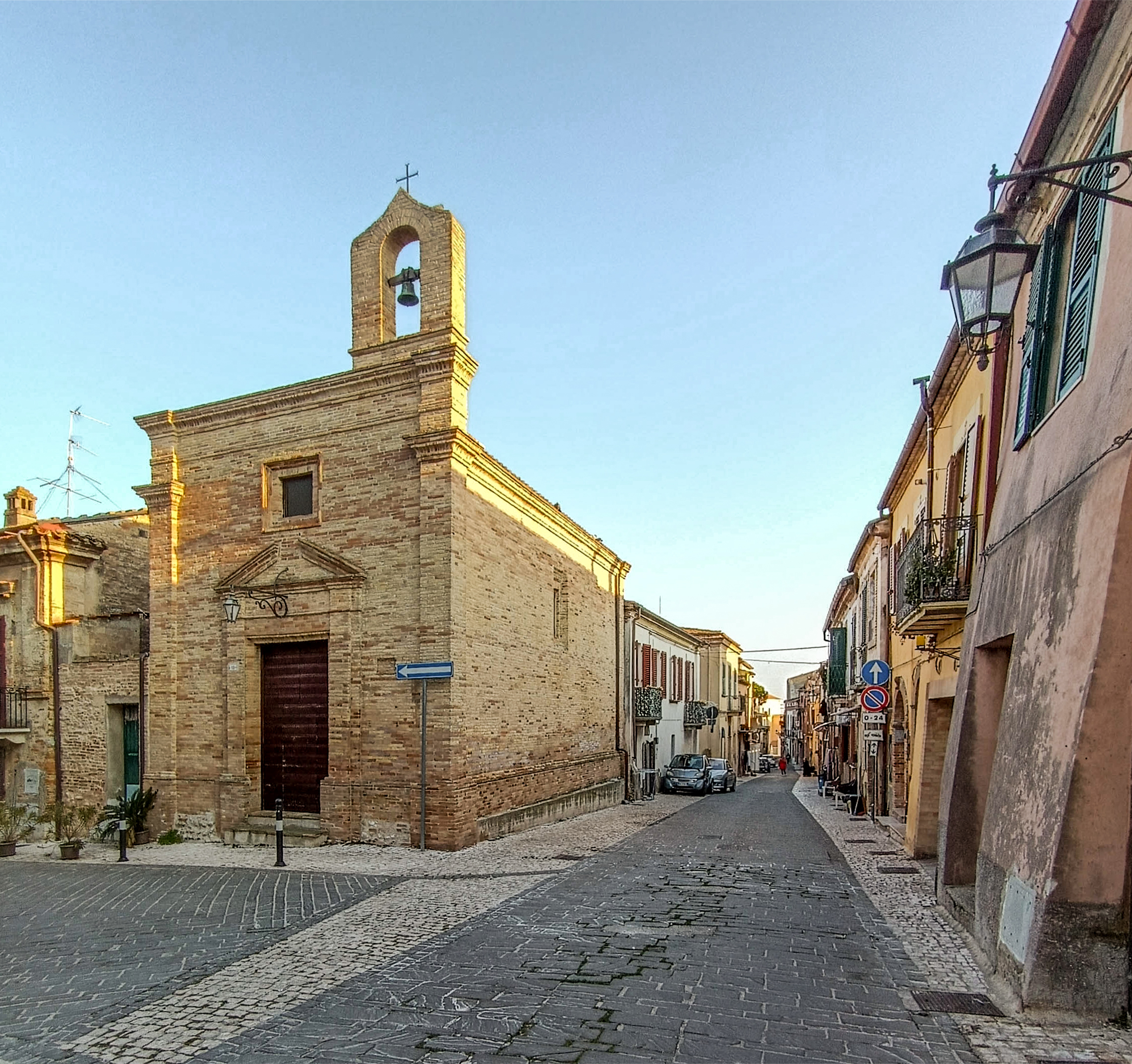
La chiesa di Sant'Anna

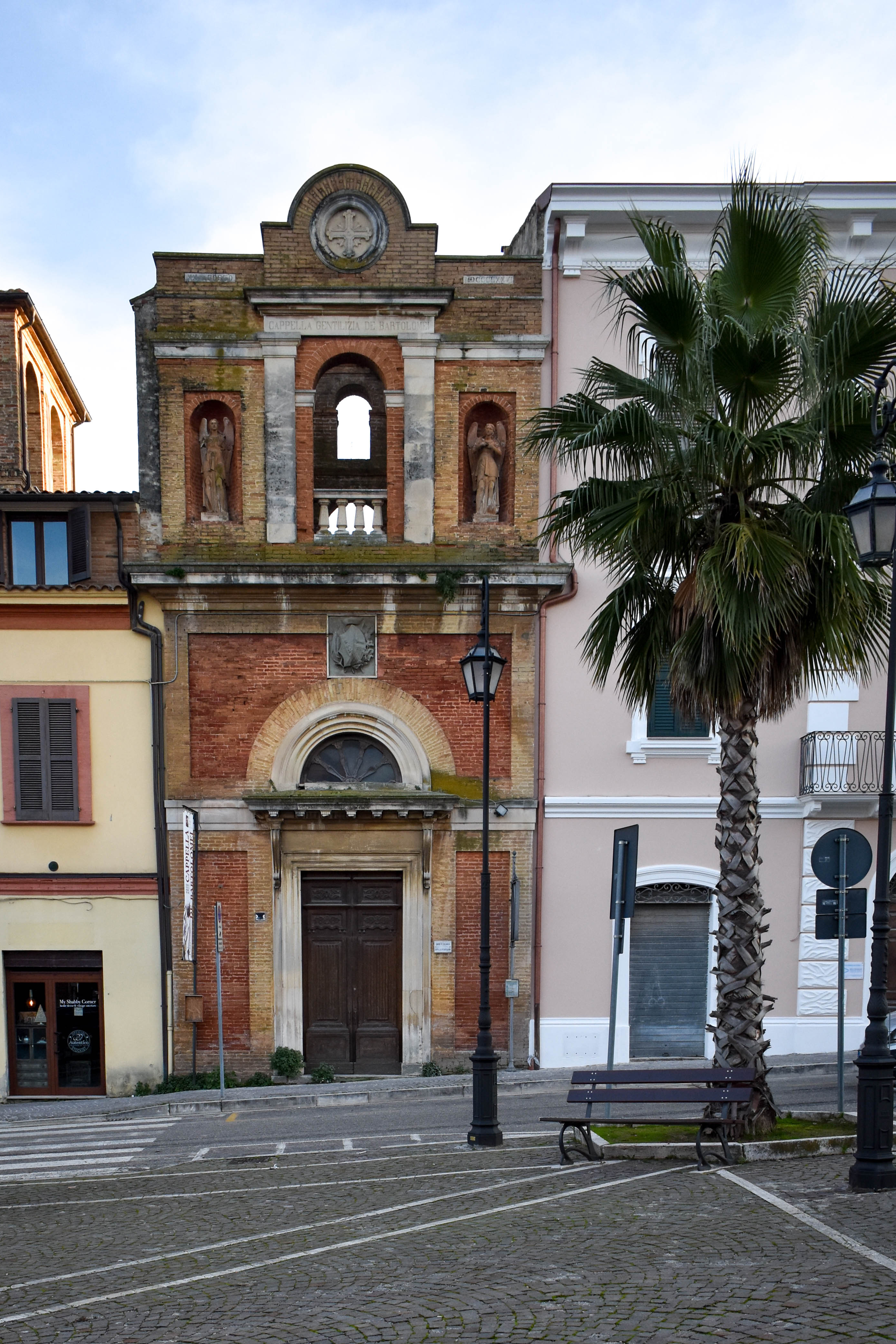
Cappella De'Bartolomei, in piazza della Libertà

La chiesa, di modeste dimensioni, si trova incastonata nella parte più alta della città, nel rione "La Rocca". L'attuale manufatto può essere fatto risalire alla fine del Settecento. Si presenta interamente in laterizio e la facciata inquadrata da due lesene con capitelli, è conclusa da un coronamento orizzontale. Il semplice portale è sovrastato da un timpano spezzato e più in alto da una piccola apertura quadrata. Chiude l'edificio un campanile a vela. L'interno si compone di un unico ambiente privo di abside, sobrio e spoglio, ad eccezione dell'altare barocco in stucchi e laterizi incastonato sulla parete di fondo. La copertura, crollata negli anni cinquanta del secolo scorso e originariamente voltata a crociera, è stata restituita con un soffitto a capriate in legno, in occasione del restauro che ne ha permesso la riapertura al pubblico il 26 luglio 2008. L'edificio dal punto di vista architettonico può essere considerato un prodotto dell'architettura vernacolare abruzzese ed ha pertanto un eccezionale valore documentale.
Cappella gentilizia di San Gaetano Thiene (De Bartolomei)
Fatta costruire nella seconda metà dell'Ottocento dall'Ing. Gaetano De Bartolomei a ricordo di suo zio, l'archeologo e storico Angelo Antonio Cosimo De Bartolomei, scomparso nel 1862. Il progetto è dello stesso De Bartolomei e si ispira a un bozzetto dell'artista giuliese Raffaello Pagliaccetti, del quale l'opera contiene sculture e bassorilievi (durante la realizzazione vi furono anche probabili apporti dell'architetto teramano Lupi, che diresse i lavori). L'edificio, dalle eleganti forme neocinquecentesche, venne eretto in piazza della Libertà, cuore della Giulianova ottocentesca. La copertura è cupolata, e in facciata, in alto, è l'effigie marmorea della famiglia. L'antico portone è stato recentemente restaurato (2010-2011).

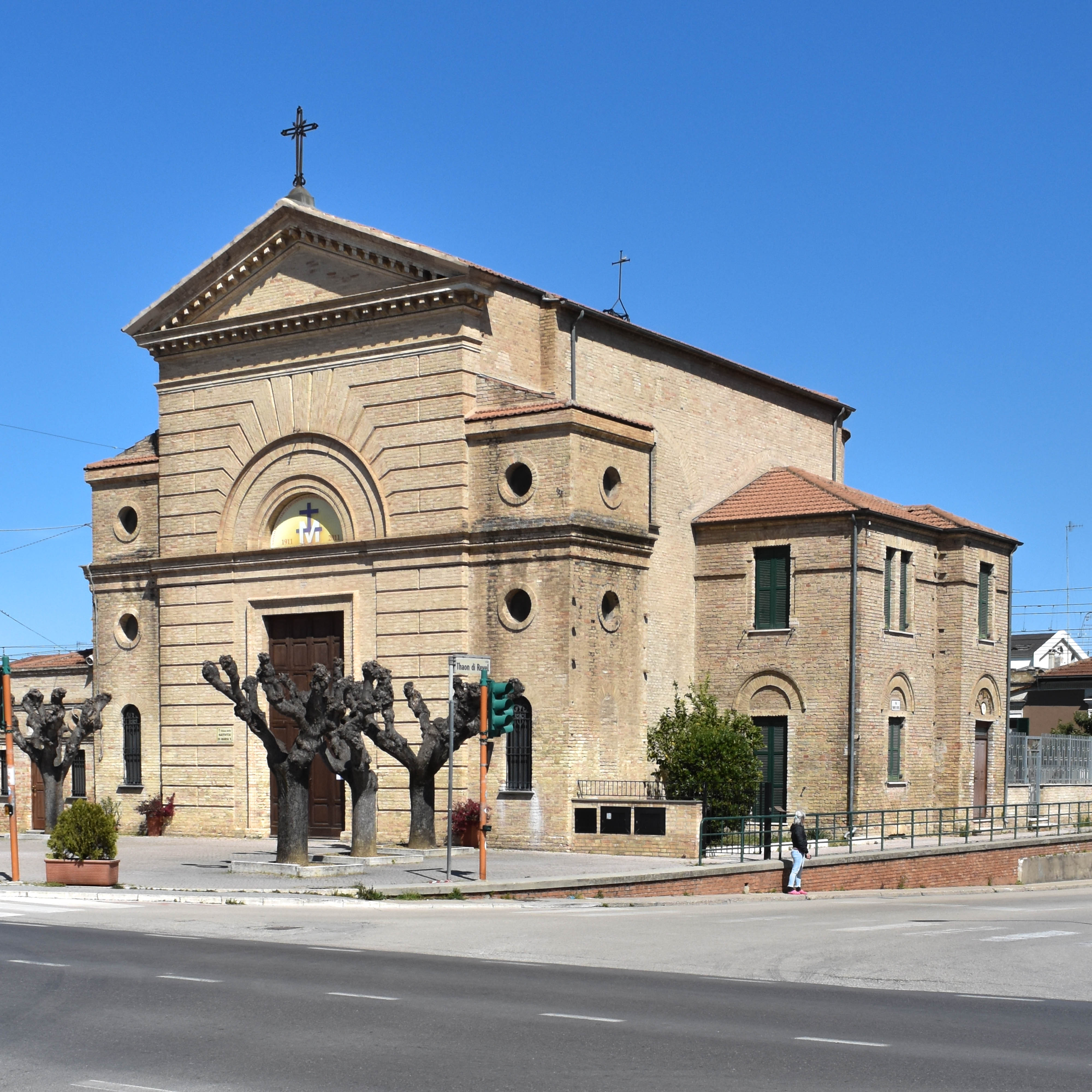
Chiesa della Natività

Chiesa della Natività di Maria Vergine Richiesta nel 1874, dalla nascente comunità dell'allora Borgata Marina, sviluppatasi a seguito della realizzazione della strada ferrata nel decennio precedente, una chiesa più vicina e accessibile di quanto non fossero quella di San Flaviano e di Santa Maria a Mare, fu eretta nel 1903 e consacrata e dedicata alla Natività di Maria Vergine il 30 aprile 1911. Sorge a ridosso della ferrovia nel centrale quartiere Lido, nella parte bassa della città. Di semplice fattura, è un'architettura revivalista di matrice neorinascimentale, in laterizio, composta da un'unica navata absidata, a cui sono accorpati altri locali di servizio e presenta una facciata a salienti, rivestita in bugnato liscio e sormontata da un frontone con cornice dentellata. All'interno vi è la venerata statua della Madonna di Porto Salvo, scelta in quanto ben si addiceva alla folta comunità di pescatori che abitava la borgata. Essa viene celebrata durante l'importante festa del Portosalvo, che ricorre in agosto dal 1912, che vede dal 1936, come momento saliente, una affollata processione marittima che parte dal bacino portuale.
Chiesa di S. Pietro Apostolo

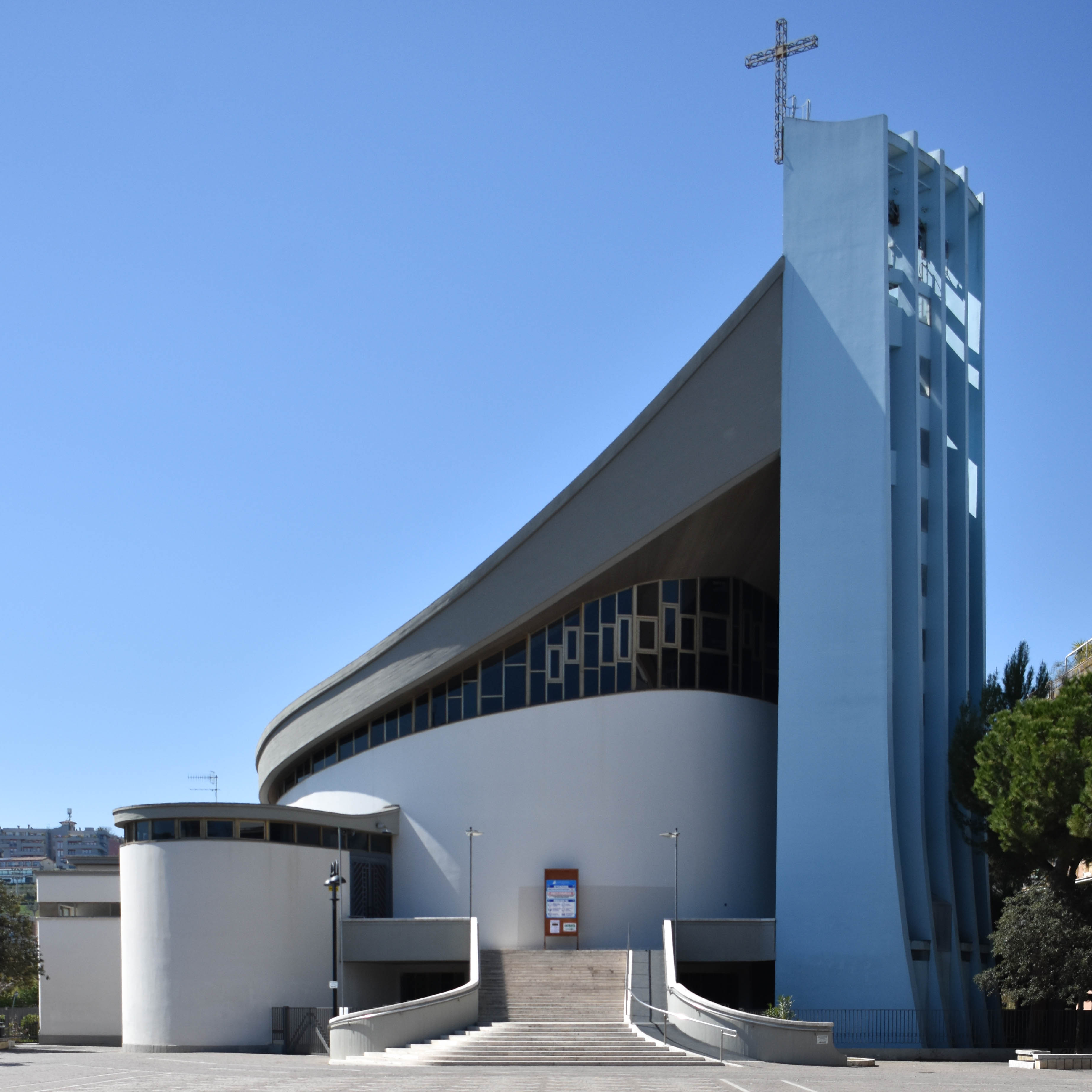
Chiesa di San Pietro

 Resa necessaria dall'espansione demografica del Lido, viene progettata nel 1958 da Alfredo Scalpelli, architetto romano, e dall'ingegnere Sigismondo Montani. Ultimata nel 1974, si trova in centro, nella cosiddetta "zona orti" e presenta una forma a base ellittica con una grande copertura che ricorda una vela, appoggiata su una torre campanaria in cemento armato. Il richiamo all'imbarcazione, oltre che classico simbolo religioso, accoglie anche la volontà della Curia Vescovile, di dedicare il tempio ai marinai della città. La plasticità delle forme, ancora memori dell'architettura organica e brutalista del secondo dopoguerra, e in tono con l'apertura alla contemporaneità, auspicata dalla Chiesa durante il Concilio Vaticano II, la rende un valido esempio di chiesa post-conciliare. Scalpelli morì nel 1966, prima di vederla terminata e il lavoro fu portato a termine da Enrico Grassi e Carlo Bernoni. All'interno è presente un crocifisso di Renzo Vannetti.

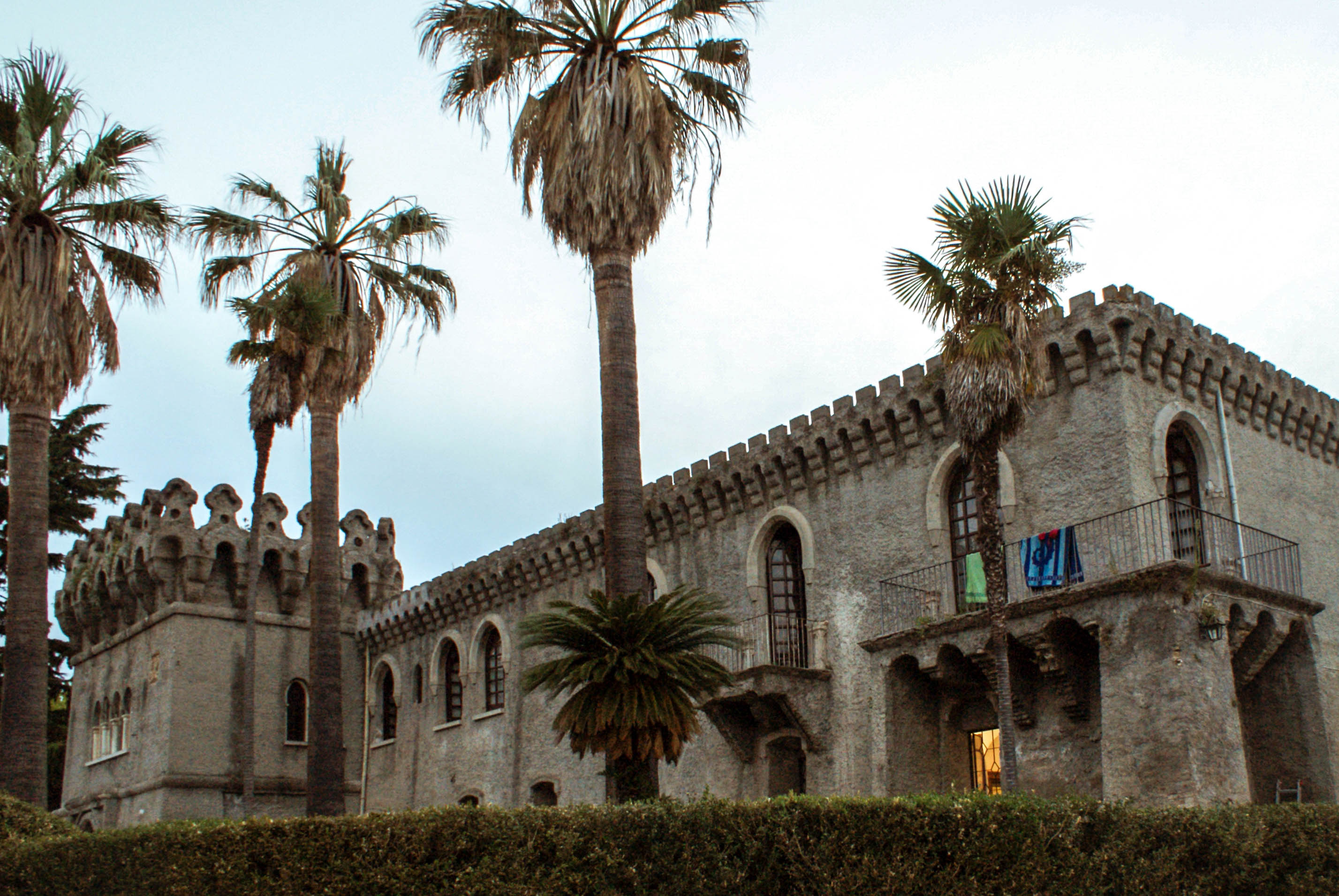
Casa Maria Immacolata
Si trova in Via Gramsci, immersa nel proprio parco che si estende oltre il muro di cinta, risale al 1596. Nella sua prima parte di vita, l'edificio, sino al 1811 fu sede del convento dei Cappuccini, per poi essere trasformato dal chimico Vincenzo Comi in opificio. Acquistato da Giulio Acquaviva d'Aragona, il complesso continuò fino alla fine dell'Ottocento ad essere utilizzato come fabbrica di liquirizia. Con il matrimonio tra Vittoria Acquaviva d'Aragona, figlia del duca d'Atri e senatore del Regno Luigi, e il conte Bruno Scarampi di Sangiorgio, vi fu la sua trasformazione in residenza, dotata anche di un teatro interno. Acquisito nel 1932 dalla famiglia Allisio, oggi l'immobile è di proprietà della Curia vescovile di Teramo.

### Architetture civili

#### Architetture private

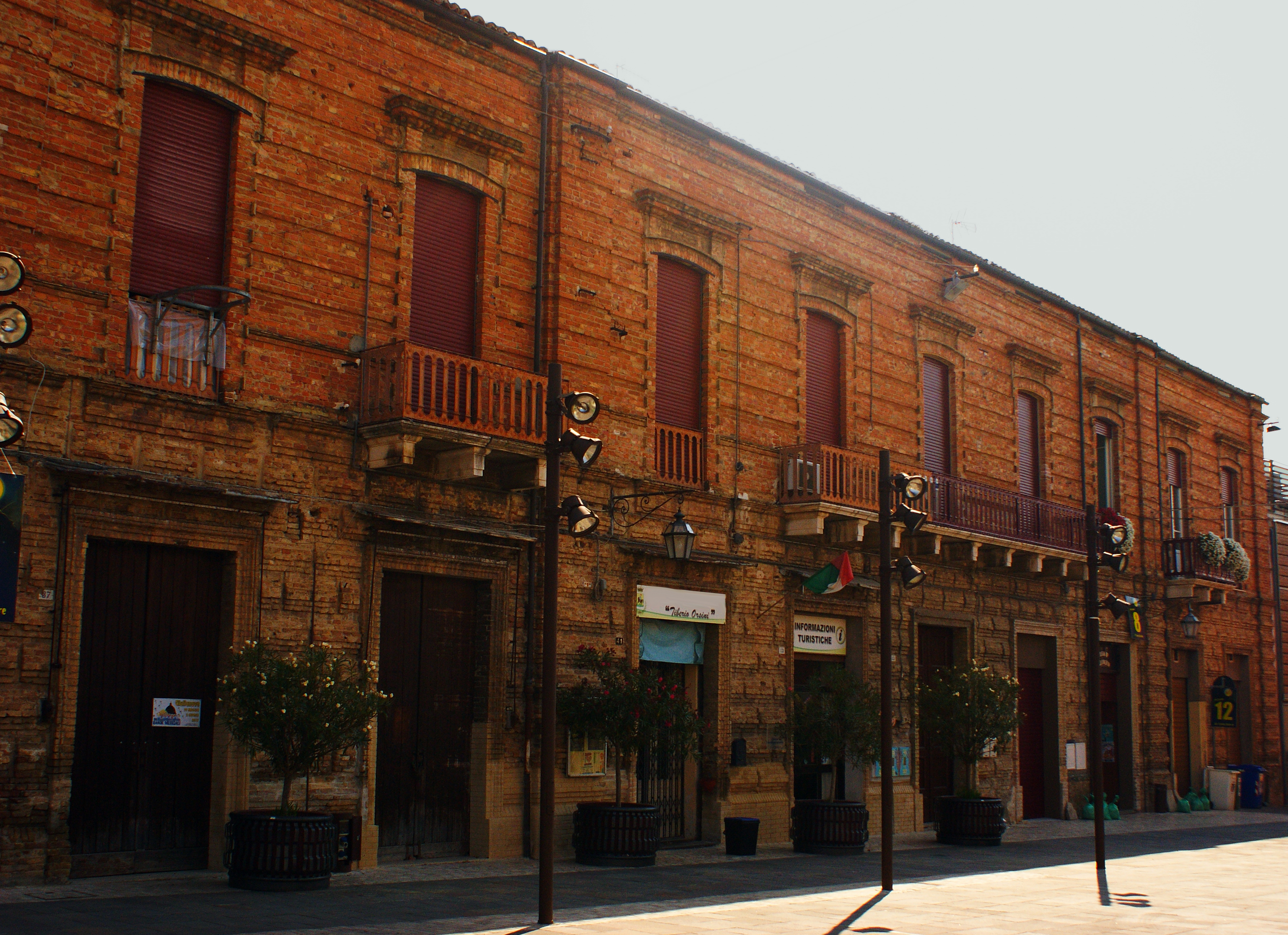
Il palazzo ducale degli Acquaviva

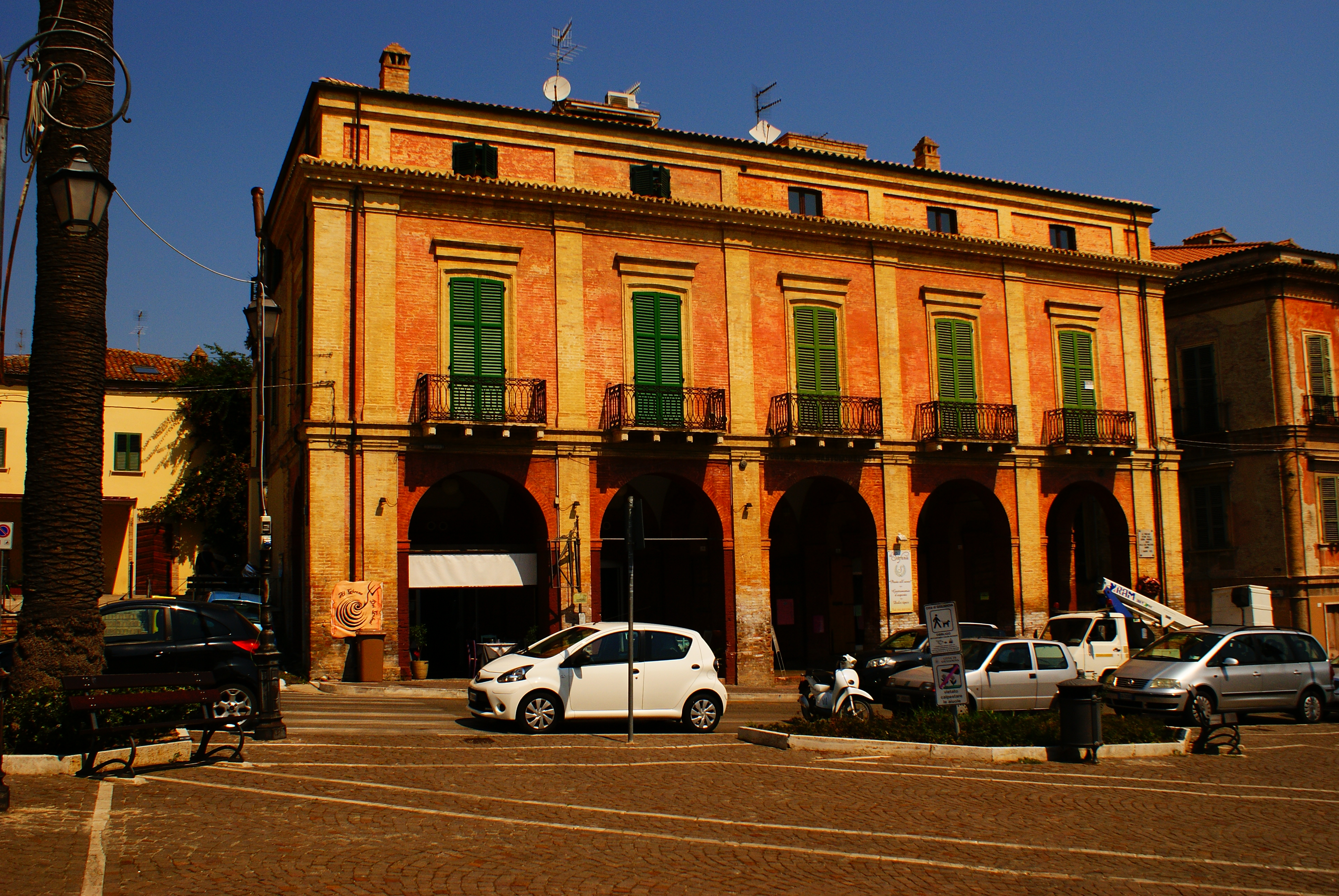
Palazzo De' Bartolomei

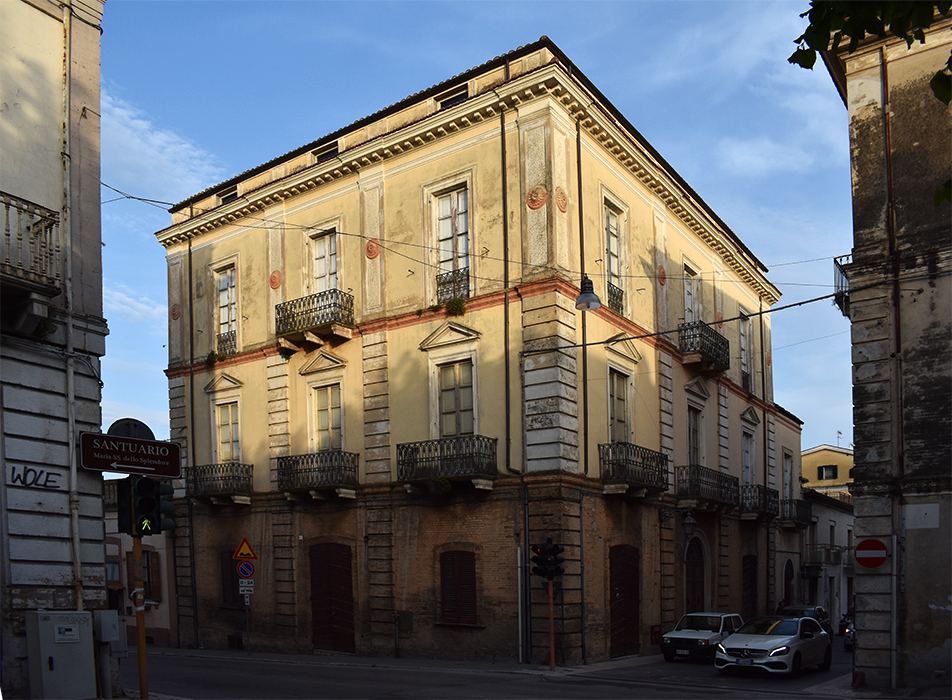
Palazzo Re

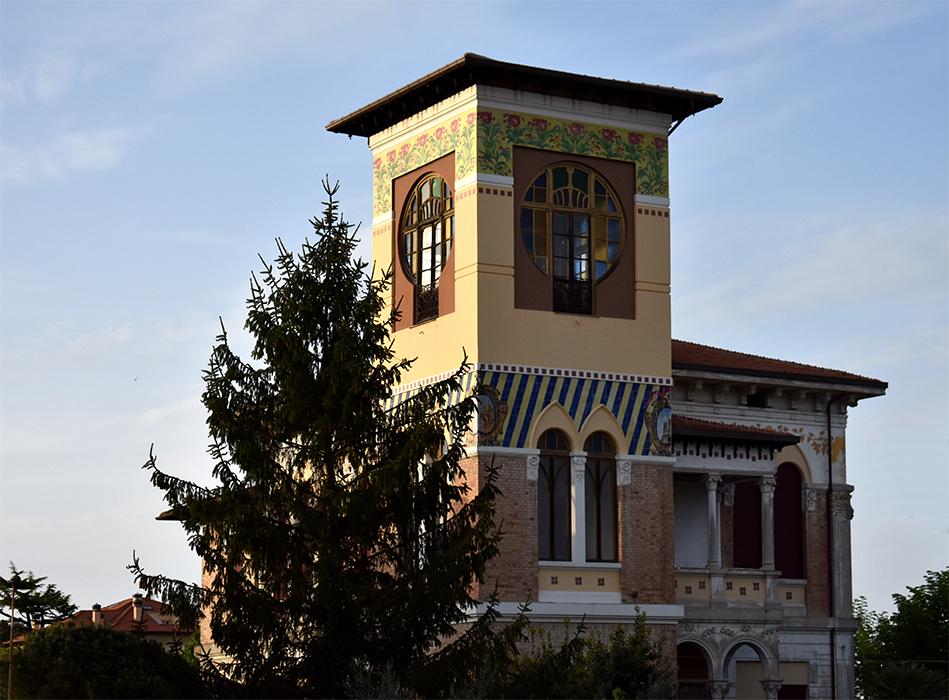
Villa Castelli-Montano

Palazzo DucaleResidenza estiva degli Acquaviva, si trova nella piazza principale del centro storico, alla quale un tempo dava il nome, piazza Ducale, ora Buozzi. Fronteggia il duomo e ingloba un torrioncino, per lo più decorativo che difensivo. Qui alloggiavano la biblioteca, la pinacoteca e l'archivio di famiglia, andati distrutti dalla folla durante i moti seguiti all'invasione francese negli Abruzzi. L'edificio è stato stravolto, nel corso dei secoli, nella facciata e nei locali interni, finendo per essergli adibita una mera funzione civile al piano primo e commerciale in quello terreno. È andata persa, inoltre, la merlatura che campeggiava lungo tutta la copertura. Si suppone la presenza di un maestoso portale che fronteggiasse quello del duomo, un tempo rivolto verso la piazza, ora defilato.
Palazzo De' BartolomeiEdificio porticato risalente al 1876. Affaccia in Piazza della Libertà, e fu costruito a scapito di una porzione delle mura quattrocentesche della città, a causa della necessità espansiva extramuraria dell'abitato.
Palazzo ReSignificativa testimonianza delle trasformazioni urbanistiche e sociali della Giulianova dell'Unità d'Italia. Ingloba per metà il torrione di Porta Santa Maria, fra i più rappresentativi resti della cinta muraria della città cinquecentesca. Internamente è pregevolmente ornato in stile Liberty, probabilmente dalla mano di Adolfo De Carolis, che ebbe modo di lavorare in città nel secondo decennio del '900. Attualmente l'edificio ospita, periodicamente, iniziative culturali.
Palazzo CerulliIn via Piave, affacciato sul lato settentrionale di piazza Belvedere, casa-museo del pittore Vincenzo Cermignani, vissutovi al suo ritorno dall'esilio politico in Francia, dal 1967 al 1971, anno della sua morte. Ospita oltre 400 dipinti dell'artista e più di 300 libri, fotografie e documenti ad egli legati;
Edificio VGramsciEdificio che sorge ai margini del tessuto storico della città alta, in via Gramsci, appena a sud di piazza della libertà. Caratterizzato da forme contemporanee di richiamo minimalista, è diviso orizzontalmente in due parti, una commerciale, l'altra residenziale. L'opera è stata realizzata nel 2015 dallo studio Giovanni Vaccarini Architetti ed è stata una fra le 17 opere italiane nominate per il premio Mies van der Rohe 2017.
Ville
- Villa Castelli-Montano: edificio in stile Liberty in viale dello Splendore, sorto tra il 1910 ed il 1918. Nel 2017, l'Istituzione Culturale Italia Liberty ha potuto accertare che le decorazioni della villa sono opera del noto artista Adolfo De Carolis, innalzando l'edificio ad un unicum Liberty nella città adriatica. La costruzione si sviluppa su due piani, secondo un impianto asimmetrico e presenta una torre angolare con ampie vetrate decorate. Stucchi e dipinti a tema floreale caratterizzano il perimetro del villino[66];
- Villa Ciafardoni: risalente al 1885. Imponente edificio sia nella compattezza del volume esterno che negli ambienti interni, volle sottolineare l'importanza dei proprietari, protagonisti nella vita socioeconomica e politica della città.
- Villa alla Montagnola: lungo l'odierna via Amendola, fu dimora degli Acquaviva. Secondo la tradizione, il complesso era tanto esteso quanto l'allora superficie della città. Qui fu ospitato per un giorno, il 15 ottobre 1860, il re d'Italia Vittorio Emanuele II di Savoia, che visitò Giulia (prima città del Regno di Napoli) diretto a Napoli. Cinque anni prima, Leopoldo di Borbone venne accolto nella dimora.
- Villa ex De Santis: su viale dello Splendore, realizzata tra il 1923 ed il 1928 da Antonio Petrignani[67]. Viene esaltata la decorazione, come frequente nella cultura del periodo, con decorazioni in ferro dell'artista Federico Scioli.
- Villino Paris-Costantini: si trova nella parte bassa di Giulianova, all'altezza del lungomare Zara, a nord. Progettata da Silvio Gambini nel 1904, rappresenta la maggiore rappresentazione del Liberty nella città. Composta da due volumi, un corpo orizzontale e una torre, alleggeriti da una loggia sommitale, delimitata da una balaustra in pietra bianca di Manoppello.
- Villa Dulcis: denominata anche villa "Gasbarrini", si trova al Lido, in posizione centrale, all'apice settentrionale del lungomare monumentale. Fu residenza estiva dell'illustre chirurgo padovano Antonio Gasbarrini, archiatra pontificio di Pio XII e di Giovanni XXIII, e del figlio Giovanni, e ritrovo di intellettuali, poeti e scrittori, che la resero fulcro della vita culturale cittadina. L'edificio, in stile Liberty, presenta una bicromia fra il mattone scuro di fondo e il chiaro dei partiti architettonici e una grammatica tipica dello stile architettonico, come aperture e loggiati variamente decorati con capitelli, mensole, colonnine, paraste ed ornamenti a stucco. Nel parco della villa è presente una cappella progettata negli anni '30 del novecento da Silvio Gambini[68][69].
- Villa Cerulli-Ranzato: in via Amendola.
- Villa Cerulli-Irelli: Fu edificata nei primi del '900 e si trova sul lungomare Zara. Uno degli esempi più sobri del Liberty diffusosi nella città in quel periodo, in cui si ritrova ancora la bicromia chiaro-scuro fra le partiture e gli elementi murari, ma aperture e ornamenti, questi ridotti al minimo, si compongono unicamente di linee rette[68].
- Villa Arfè: o "Volpe", nella zona di Villa Volpe, presso Colleranesco, da cui prende il nome, è stata edificata a fine ottocento[68].

#### Architetture pubbliche

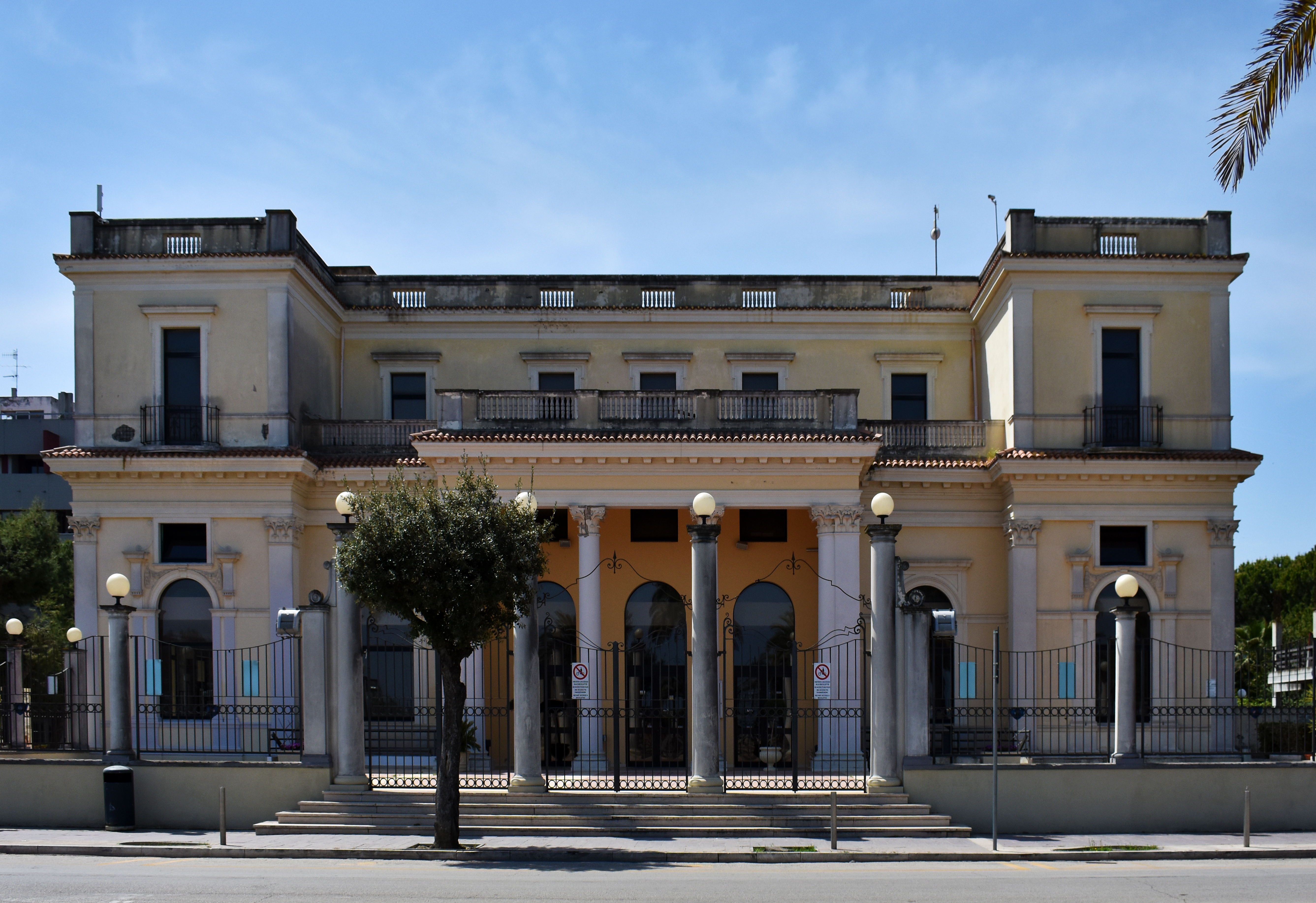
Palazzo Kursaal

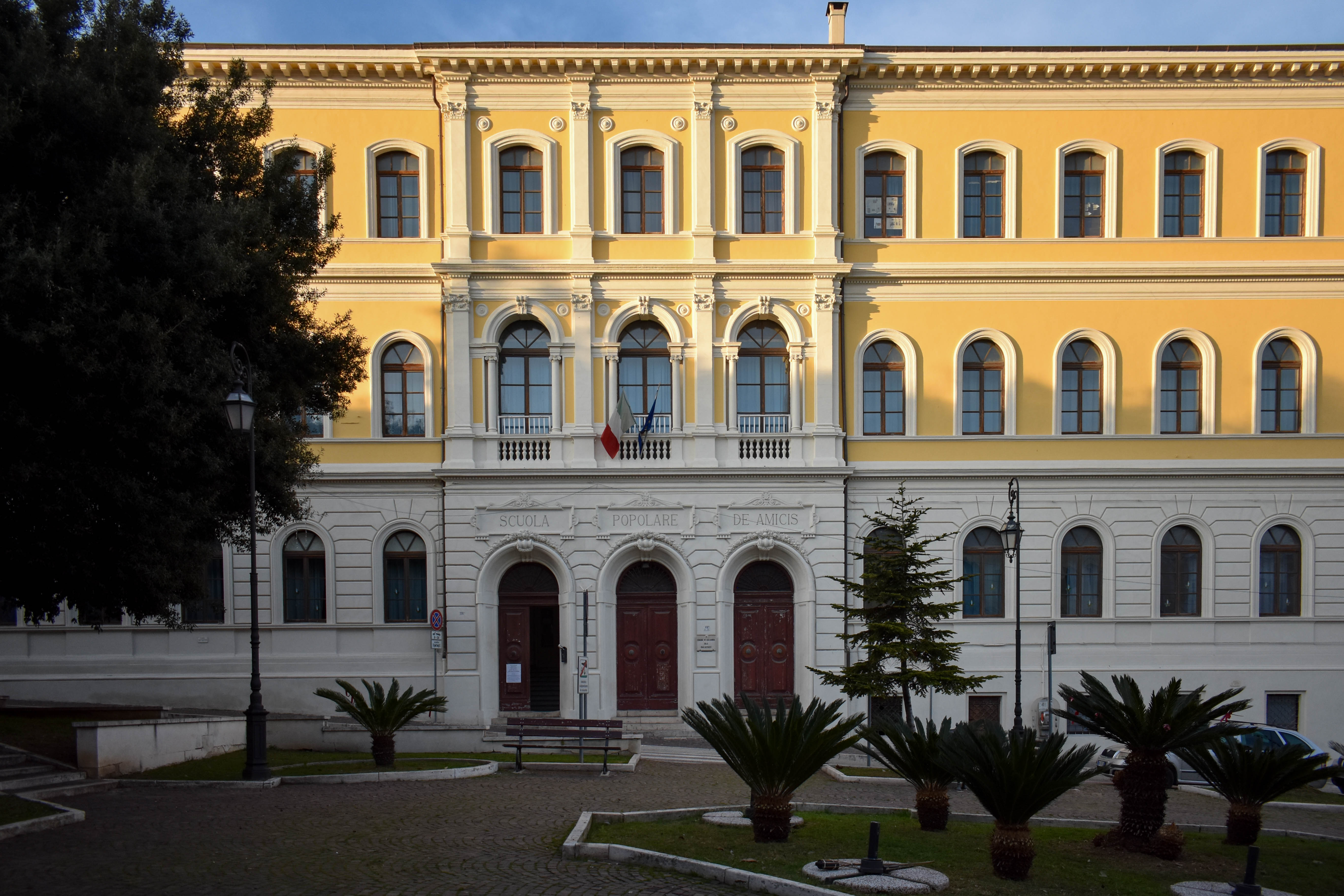
L'edificio sede della scuola De Amicis e della gipsoteca Pagliaccetti

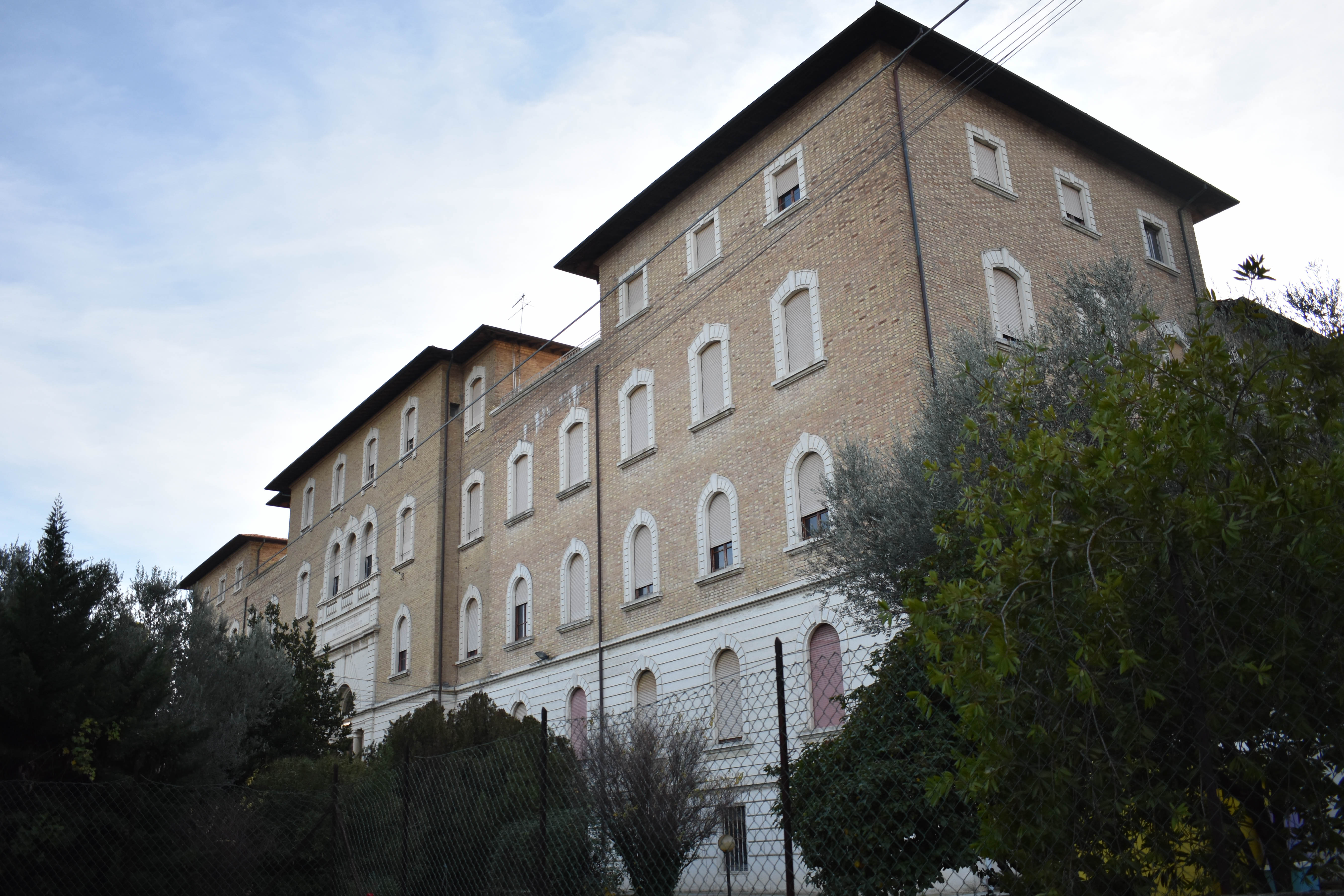
Palazzo Gualandi

Palazzo KursaalÈ un edificio progettato secondo canoni stilistici compositi in cui prevalgono forme di ispirazione neoclassica ed elementi decoratitivi liberty. Iniziò ad essere edificato pochi anni prima dello scoppio della Grande guerra, ma sia il luogo prescelto che il progetto originario, furono successivamente giudicati inappropriati. I lavori, già in parte eseguiti, vennero abbandonati nel 1913 e Il Kursaal fu riedificato, su nuovo progetto e sempre in zona Lido, negli anni venti del Novecento. Risulta uno dei primi edifici costruiti in cemento armato, in Italia. Trasformato in albergo (inizialmente con il nome di Albergo Lido e Parco), subì notevoli danni durante il secondo conflitto mondiale, nel corso di un'incursione aerea. Restaurato al termine della guerra, venne acquisito dal Comune che lo utilizza per esposizioni, convegni, incontri e iniziative culturali di vario tipo;
Colonia marina (ex Colonia Rosa Maltoni Mussolini)Progettata nel 1934 per l'ENAM (Ente nazionale di assistenza magistrale), fu aperta nell'estate del 1936. Fu l'edificio talassoterapico più grande d'Italia. Il complesso costituì inoltre, negli anni che precedettero la seconda guerra mondiale, una fra le maggiori colonie italiane destinate alla balneazione. Da tempo in stato di abbandono nel 2010, dopo la soppressione dell'ENAM, la proprietà è stata trasferita all’INPS e nel 2018 l'immobile è stato conferito al Fondo i3-Silver di INVIMIT (la Società di gestione del risaparmio del Mef) per diventare residenza per anziani.
Edificio sede della sala Pagliaccetti e della Scuola "De Amicis"sito in Piazza della Libertà, fu realizzato nel primo decennio del Novecento, dall'architetto romano Antonio Petrignani, nell'area occupata, fino al 1904, dal complesso cinquecentesco dei frati Minori Conventuali.
Palazzo GualandiSede distaccata dell'Università di Teramo, con corsi di laurea in Scienze del Turismo e dell'organizzazione delle manifestazioni sportive. Ha ospitato per anni la sede dell'Istituto dei Sordomuti.
Edificio ex Scuola "Acquaviva"Palazzo di stampo ottocentesco, edificato nel 1927 dall'architetto Antonio Petrignani, che curò, tra gli altri, il restauro di piazza Colonna a Roma e la sopraelevazione del Kursaal di Giulianova. Affaccia su piazza Fosse Ardeatine, in pieno centro, al Lido. Dal 2010, cessata la funzione istituzionale e venduto ad una società privata, l'immobile sottoposto a vincolo paesistico-ambientale, risulta in stato di abbandono.

### Architetture militari
Resti della cinta muraria di GiuliaFortificazione quattrocentesca che cessò di esistere, integra, negli anni ottanta del 1800. In particolare risalto, quattro degli otto torrioni, torri cilindriche che la ornavano e difendevano agli angoli e nel centro dei lati delle antiche mura, più una torre situata sul litorale nord:

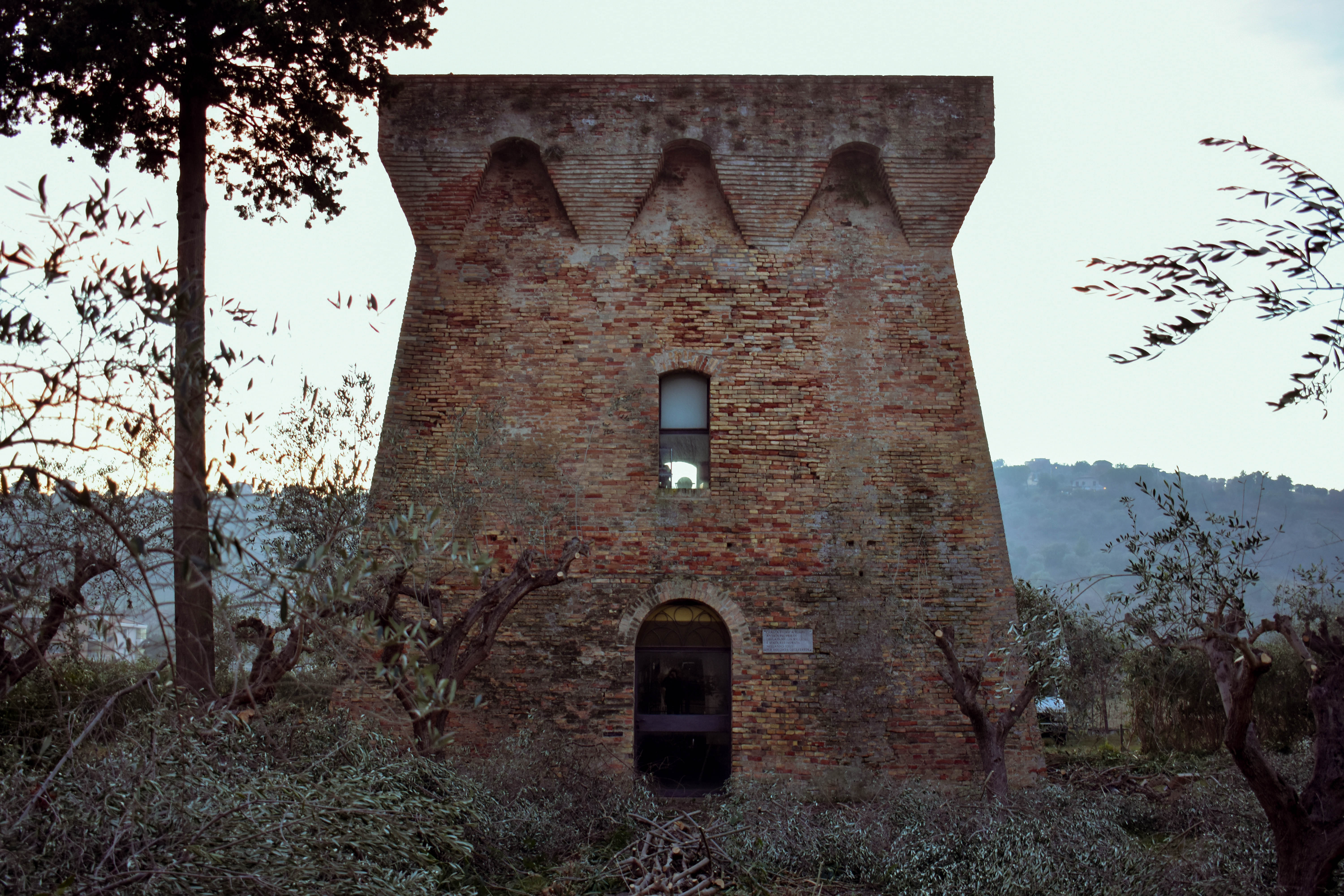
Torre del Salinello

- Torrione di Porta Santa Maria, a nord-est del centro storico, in parte inglobato nel Palazzo Re;
- Torrione di Porta Napoli, detto "il Bianco", poiché alcune tracce presenti sulla muratura lasciano presagire che in passato fosse intonacato. Posto al centro del tratto occidentale, quella visibile è solo la parte sommitale dell'architettura, parzialmente coperta dalla strada;
- Torrione detto "la Rocca", nell'omonimo rione, all'angolo nord-occidentale del centro storico. Esso è il più grande dei ruderi conservati, ed era il rifugio del duca Giuliantonio di Acquaviva in caso di invasione o di rivolta popolare. Col tempo ha perso parte della sua monumentalità, a causa di alcuni restauri che l'hanno privato dell'imponente merlatura sommitale e del simbolo della casata. È dal 2001 sede del Museo Archeologico;
- Torrione di Palazzo Ducale, il più piccolo, situato nel punto mediano del percorso orientale delle mura, parte integrante di quella che fu la residenza giuliese degli Acquaviva, di cui rappresenta uno dei pochi resti originali;

L'unica parte tuttora integra del tracciato murario di Giulia, è quella visibile sul lato ovest di palazzo Massei, lungo il perimetro occidentale del centro storico, nel tratto compreso fra i torrioni La Rocca e Il Bianco.
Altri torrioni non più esistenti
- Torrione detto "Buscione", non più esistente, unico del lato nord della cinta, così soprannominato per la presenza di un'apertura dovuta al crollo delle mura.
- Torrione detto "Mozzone", non più esistente, fra il torrione "la Rocca" e "il Bianco", i cui resti erano ancora visibili alla fine del XX secolo;
- Torrione di San Francesco, non più esistente, nell'omonimo rione, all'angolo sud-ovest delle mura, inglobato nel convento francescano che fu soppresso, nei primi decenni dell'Ottocento dalle leggi napoleoniche. Fu abbattuto fra il 1879 e il 1880.[73]

Torri costiere del Regno di Napoli
- Torre del Salinello, torre di difesa costiera risalente al 1568, edificata per fronteggiare le scorrerie dei saraceni sulla costa adriatica, che sorge sulla SS 16, nella parte settentrionale del lido di Giulianova, a 1,5 km dal Salinello, da cui prende il nome.

Ne esisteva una ulteriore, all'estremo punto meridionale della costa, nei pressi dell'altro fiume e perciò soprannominata Torre del Tordino, che andò distrutta nel 1812 a causa di un'alluvione e di cui resta soltanto qualche rudere del basamento.

### Altro
BelvedereNato a seguito della grande espansione urbanistica che mutò Giulianova fra la fine dell'Ottocento e gli inizi del novecento, fu la soluzione per la sistemazione dello "spalto" nel Largo Da Piedi, lo spazio che concludeva la piazza della Libertà verso il mare. Data l'incombenza della scarpata sulla strada sottostante, fu presa la decisione di destinarlo a semplice terrazza, con un robusto muro di contenimento. Un progetto più elaborato fu accantonato per motivi finanziari, esso prevedeva anche una scalinata posta a collegamento del monte con la circonvallazione sottostante.

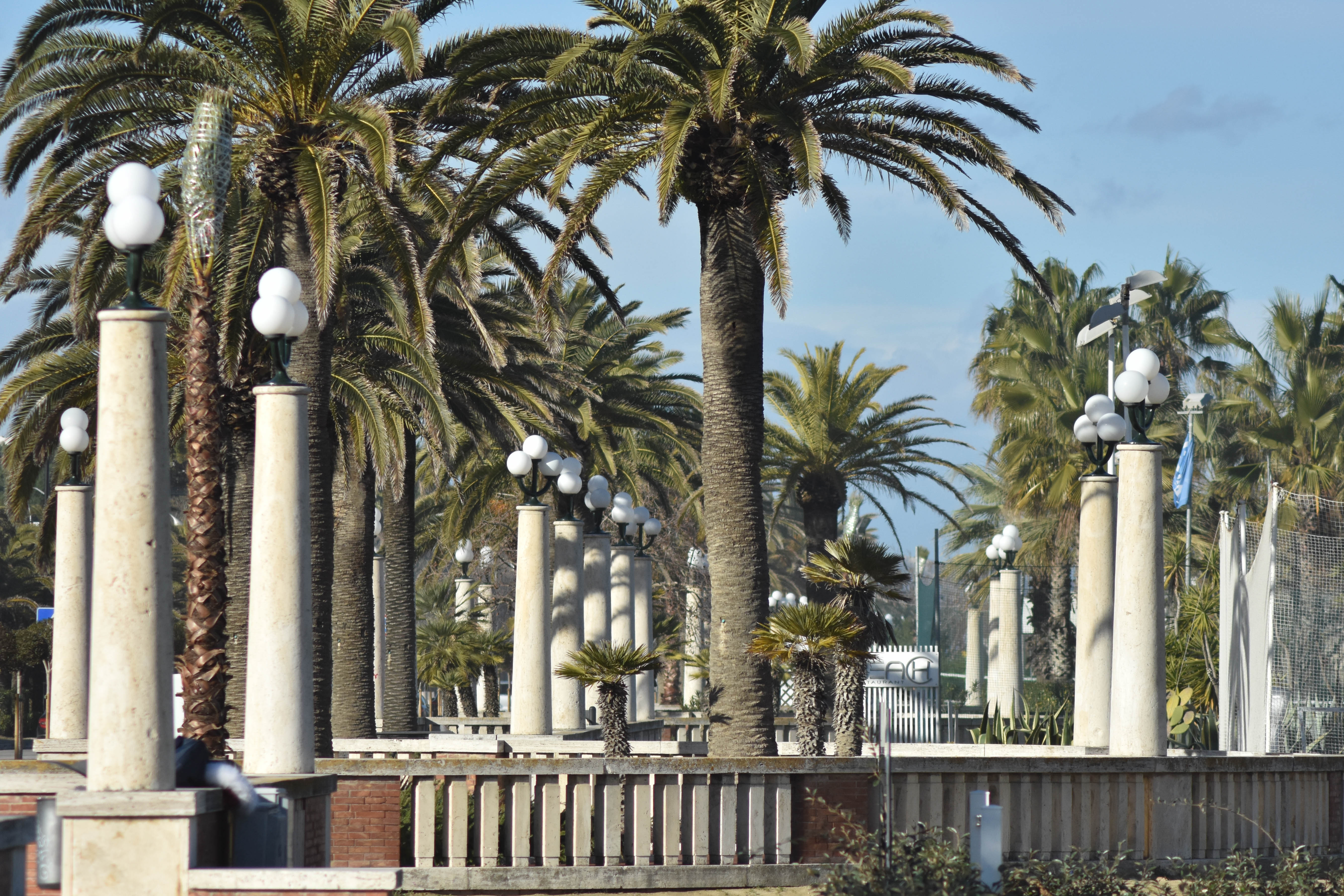
Il lungomare

Lungomare monumentaleDichiarato di notevole interesse pubblico dal Decreto Ministeriale del 1969, è stato progettato nel 1933 dal giuliese Giuseppe Meo, su incarico del podestà Alfonso De Santis, il quale richiedeva un muretto difensivo per limitare il rischio di erosione del litorale a seguito della realizzazione del molo nord dell'attuale porto. Fu realizzato a partire dal 1936 lungo il tratto centrale di costa che andava da via Nazario Sauro alla Colonia Marina, per una lunghezza di circa settecento metri. Si ispirava al viale della Vittoria di Bengasi, città all'epoca sotto sovranità italiana, realizzato una decina di anni prima su progetto dell'architetto Arnaldo Foschini, maestro del Meo. L'opera si compone di un'alternanza di sette esedre e otto tratti rettilinei, delimitati da una balaustra in travertino di Acquasanta e da un muretto in laterizio di color cinabro, sormontato da una spessa lastra di travertino. L'illuminazione è affidata a ottanta colonne tuscaniche del medesimo materiale, poggianti direttamente sulla balconata, terminanti in tripodi di ferro, sormontati da una triade di luminarie. Divenuto uno dei simboli della Giulianova turistico-balneare, fu appuntato nella Guida Breve del Touring Club Italiano del 1939. Negli anni sessanta, per rispondere alle nuove esigenze della viabilità, il lungomare fu avanzato verso est per permettere l'inserimento di una seconda carreggiata..
Salita Monte GrappaPrimo storico collegamento pedonale tra il lido e la parte alta della città. Conduceva, un tempo, alla Porta Marina, da cui si accedeva alla vecchia città, oggi non più esistente e sul cui luogo, rinominato largo Giannantonio Campano è esposta una riproduzione dell'epigrafe di porta Marina, lastra lapidea risalente alla fondazione rinascimentale di Giulia, affissa sul monumento d'ingresso, recante incisi i versi del Campano, testimonianti la nascita della nuova Giulia, a breve distanza dal luogo in cui poco prima fu distrutta Castel San Flaviano, a seguito della battaglia del Tordino. La salita ha il suo punto nevralgico nel vecchio lavatoio pubblico, grazie alla cui presenza è anche conosciuta come via delle fontanelle. L'attuale sistemazione è frutto del recupero del 1998, ad opera dell'architetto Luciano Secone.

#### Monumenti

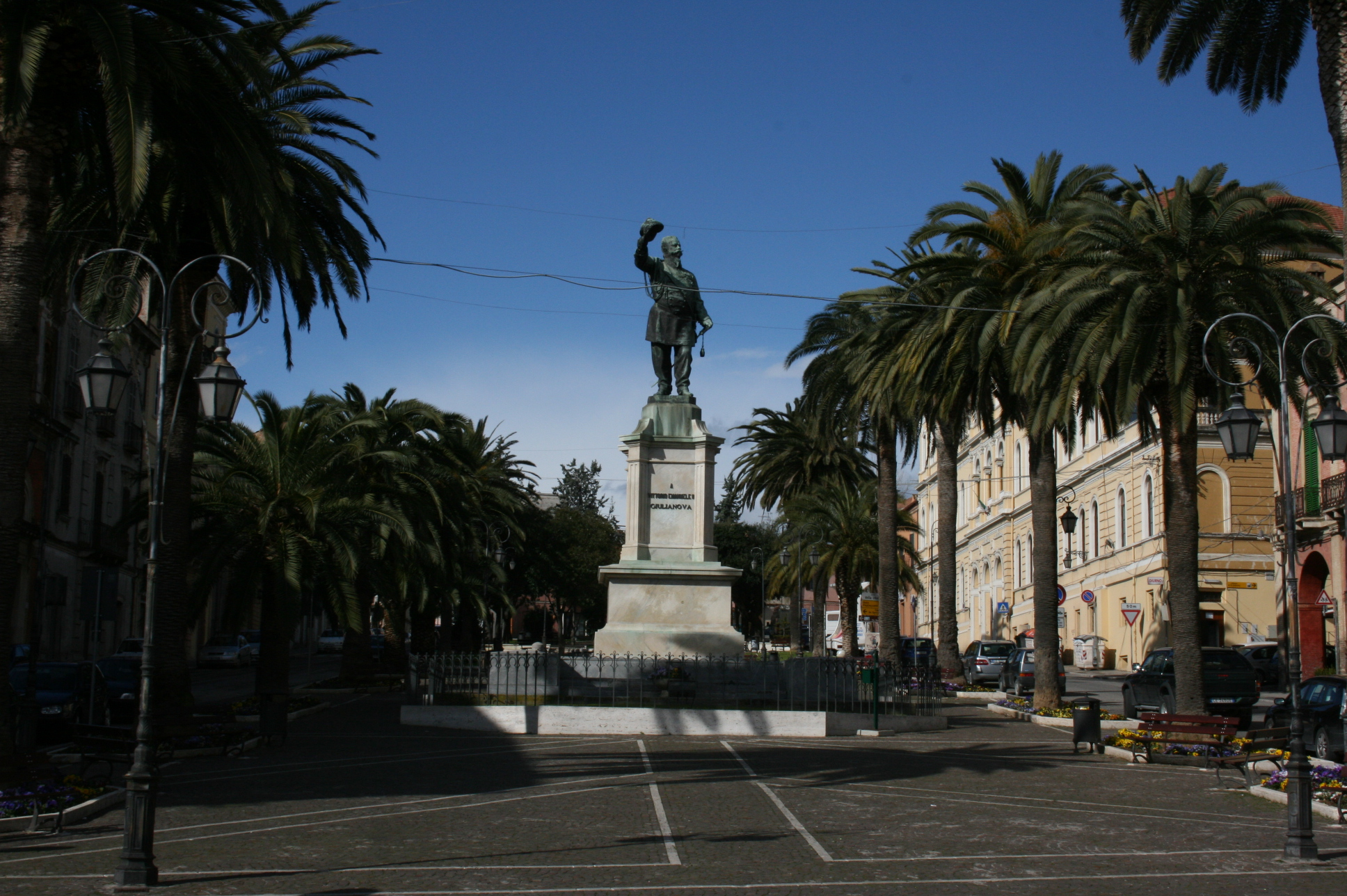
Il bronzo di Vittorio Emanuele II in piazza della Libertà.

- Monumento a Vittorio Emanuele II, grande opera bronzea di Raffaello Pagliaccetti, per commemorare la visita in città (ottobre 1861) del primo re d'Italia. Il monumento fu terminato ed esposto al pubblico nell'agosto 1894;
- Monumento a Raffaello Pagliaccetti, piccolo busto nella parte più alta di Piazza della Libertà realizzato dall'allievo dell'artista, Ulderico Ulizio;
- Monumento a Gaetano Braga, all'ingresso est del centro storico, opera dello scultore Roberto Macellaro, inaugurata nel 1987;
- Monumento ai Caduti del Mare, sul lungomare monumentale;
- Monumento ai Caduti del Mare, opera del 1976 di Alfonso Tentarelli, in Piazza R. Vuillermin;
- Monumento ai Caduti dell'Impero, sul lato nord-ovest del Duomo di San Flaviano;
- Bronzi della Via Crucis monumentale, di Ubaldo Ferretti, presso il Santuario della Madonna dello Splendore;
- Statua bronzea della Madonna di Porto Salvo, in una nicchia presso il molo nord del porto, opera di Ulderico Ulizio;
- "Nuovo ciclista", di Gloria Sulli, presso il teatro Ennio Flaiano.
- "Fanciulla n.11", opera di Franco Summa, in piazza Dalmazia.

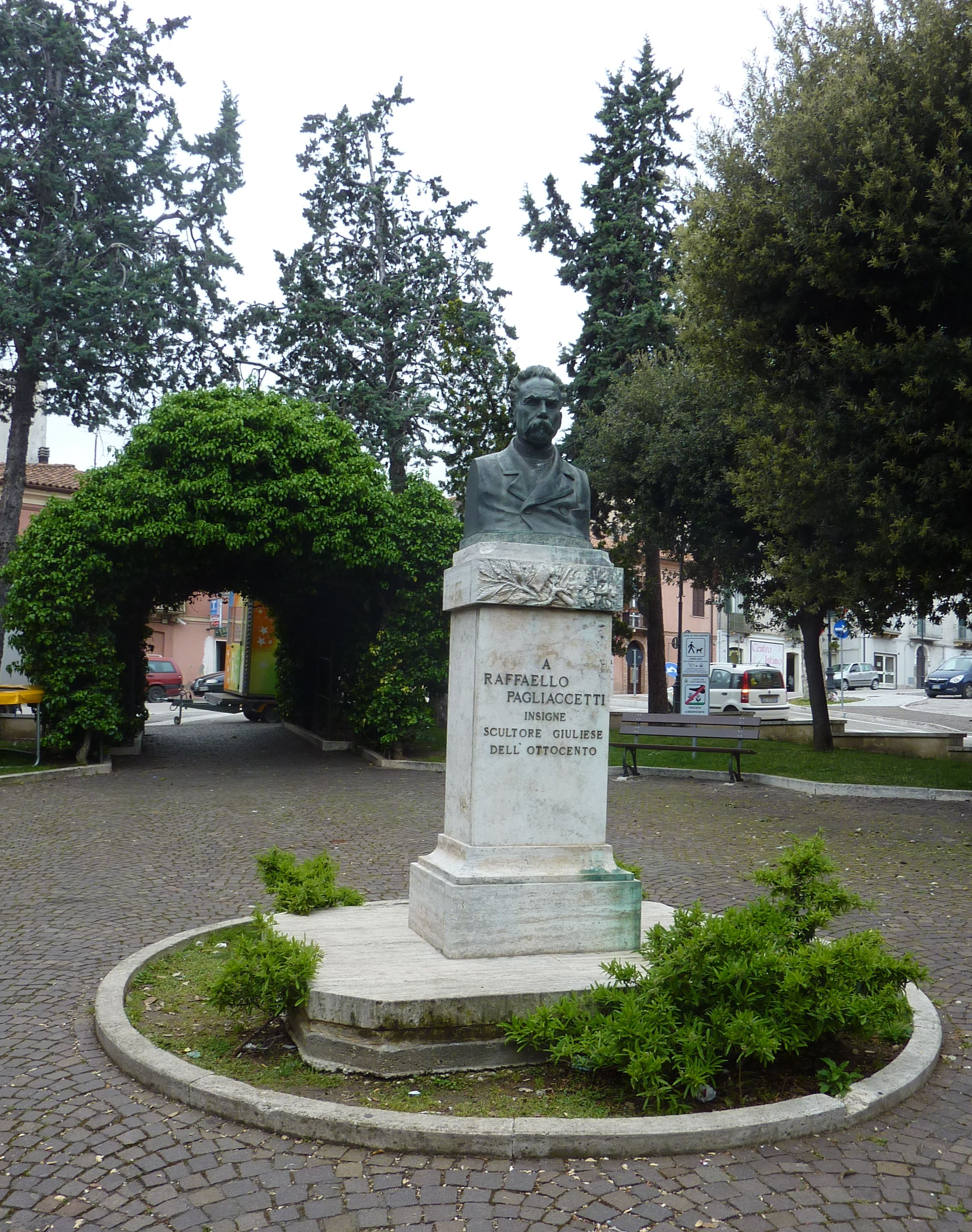
Busto di Raffaello Pagliaccetti
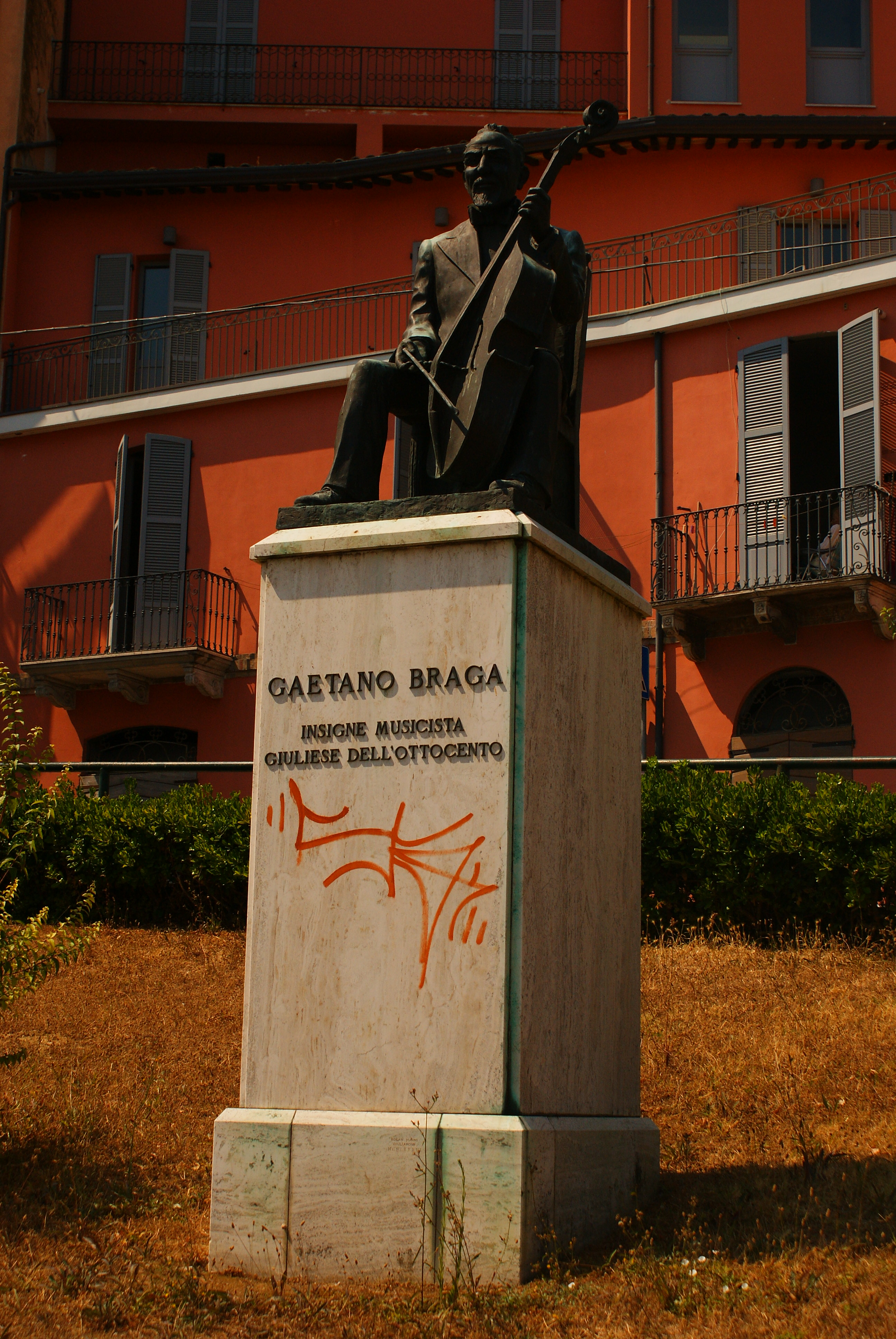
Monumento a Gaetano Braga
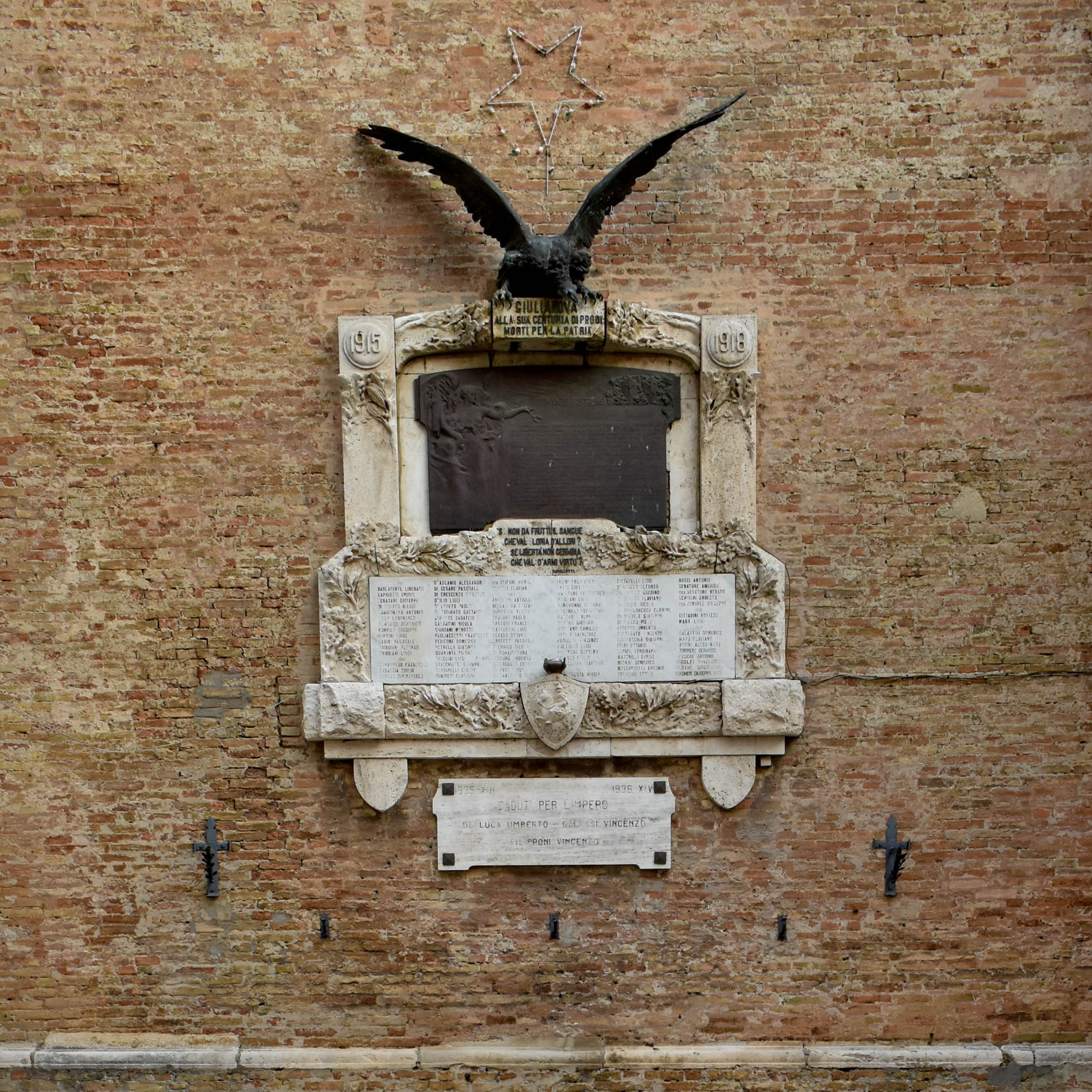
Monumento ai caduti
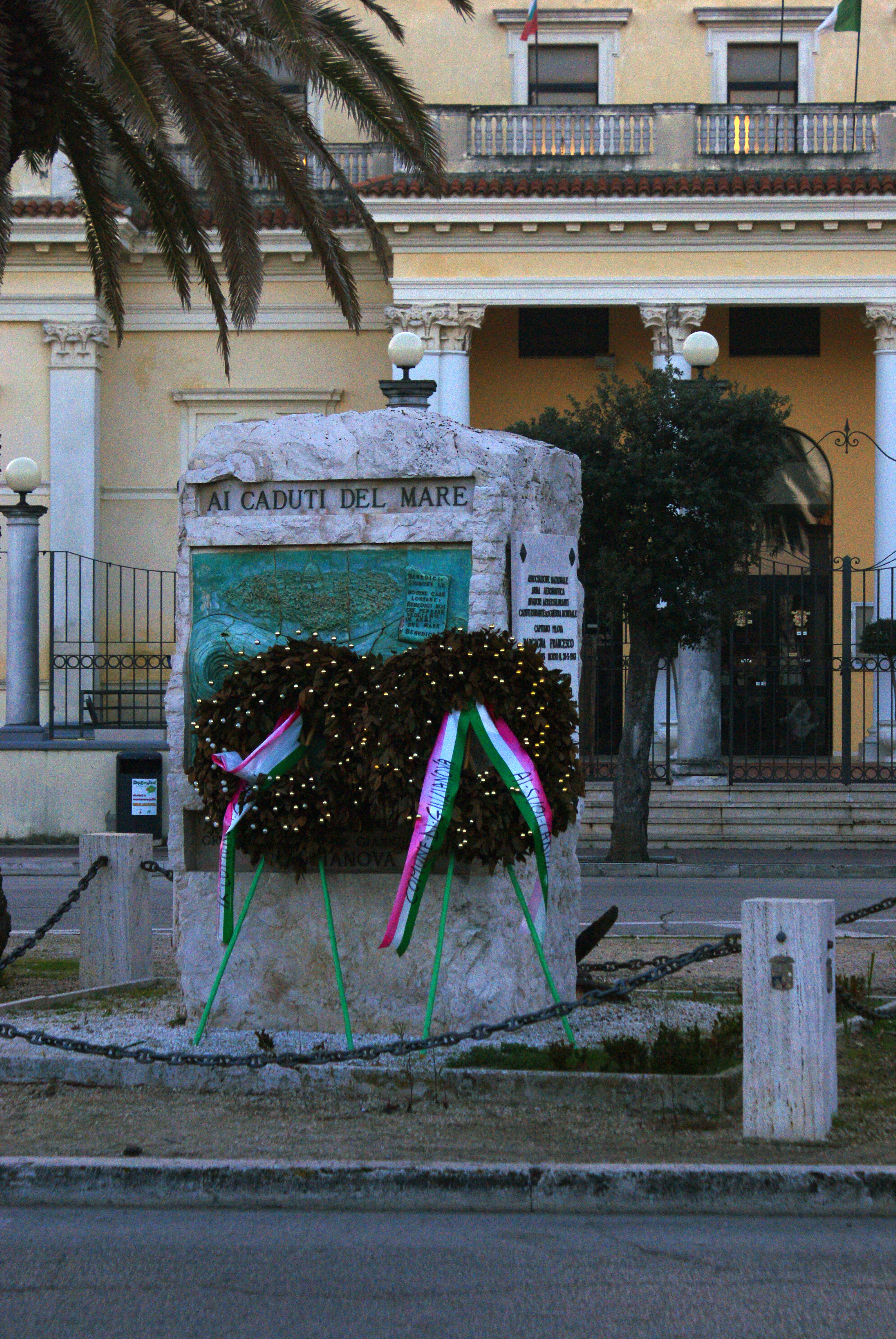
Monumento ai Caduti del Mare
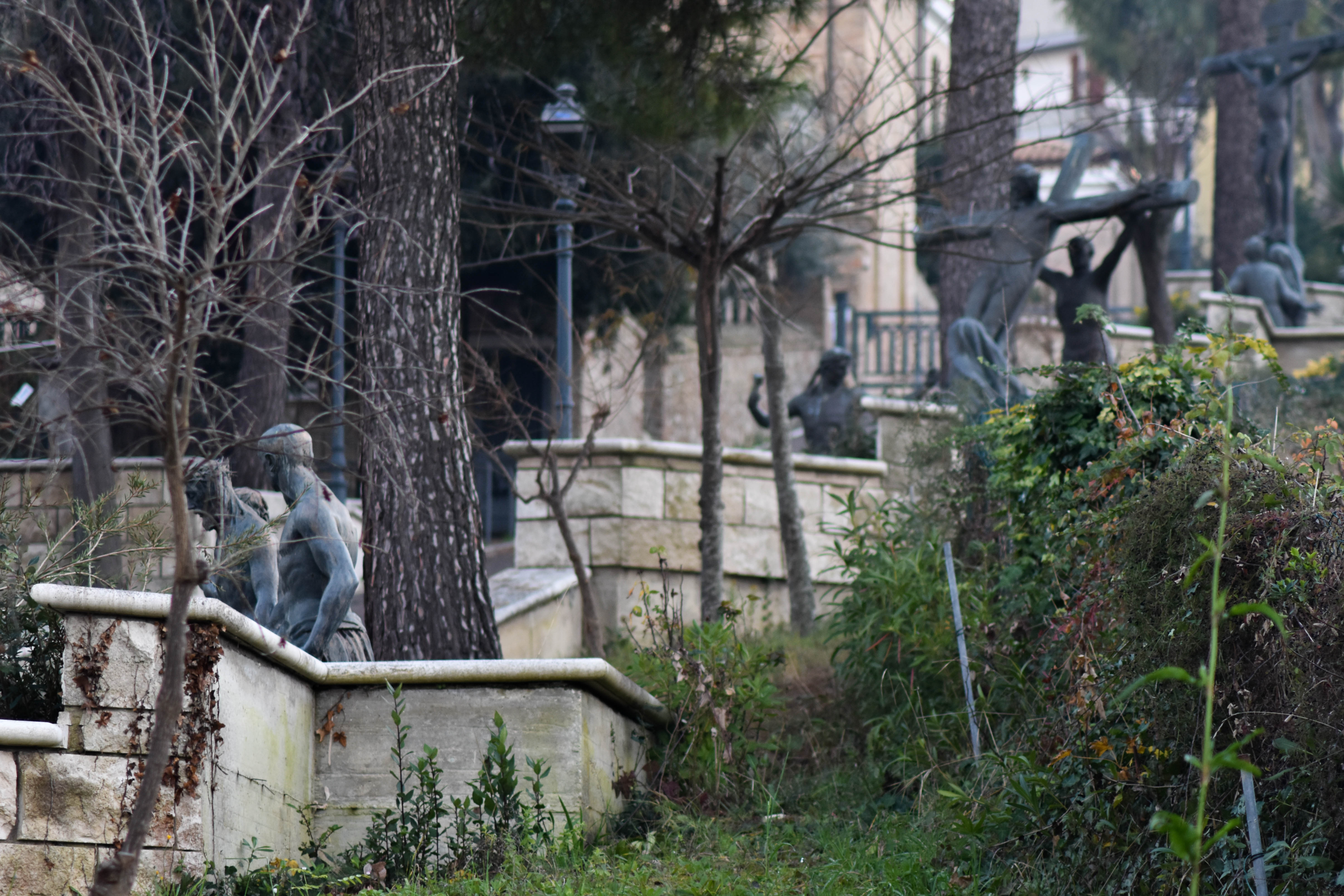
La Via Crucis

### Siti archeologici
Sopravvivono alcune testimonianze emerse nella zona dell'antica Castrum Novum nei pressi dell'incrocio fra la SS 16 e la SS 80:
- Ponte romano: doveva collegare le sponde di un fossato che perimetrava la città. Presenta un arco a tutto sesto e un intradosso realizzato in sesquipedali. Ha pareti in conglomerato con frammenti di pietre e laterizi.
- Muracche: poco più verso ovest; sono tombe dello stesso materiale del ponte.
- Villa romana, di cui sono stati portati alla luce ampi tratti di pavimento musivo romano oltre a grossi conci in travertino e tracce di ceramica campana[82];
- Cisterne: nel giardino di Casa Maria Immacolata, era collegata probabilmente con la domus romana. È costituita da tre navate.
- Necropoli: le quindici tombe scoperte, hanno restituito boccalini, coppe, olette, lucerne ecc..

A documentare la rilevanza della città di epoca romana, sono inoltre ritrovamenti come fusti di colonne, capitelli istoriati di colore turchino, lastre di marmo adornate di sculture e arabeschi, monete e altre suppellettili.
I più importanti reperti vengono conservati nel Museo archeologico, ospite del Torrione "la Rocca", nella parte antica ed alta della città.

## Società

### Evoluzione demografica
Abitanti censiti

### Etnie e minoranze straniere
Giulianova ha conosciuto, fin dall'immediato secondo dopoguerra, un notevole flusso migratorio proveniente soprattutto dalla propria regione di appartenenza e, in minor misura, dal resto d'Italia. A partire dall'inizio degli anni novanta del Novecento, si è andata sviluppando anche una consistente corrente di immigrati per lo più originari dell'Europa orientale. Gli stranieri residenti in città in situazione regolare erano 1 402 al 31 dicembre 2010 e costituivano quasi il 6% della popolazione complessiva del comune. A questi va aggiunto un numero non quantificabile di immigrati presenti sul territorio in situazione irregolare. Qui di seguito sono riportati i dati statistici dei principali gruppi di stranieri residenti in città classificati per paesi di provenienza:
- Albania: 423
- Romania: 315
- Polonia: 95
- Ucraina: 87
- Brasile: 49
- Cina: 48
- Repubblica di Macedonia: 36
- Bulgaria: 35
- Tunisia: 35
- Marocco: 26

### Istituzioni, enti e associazioni
- Ospedale civile Maria Santissima dello Splendore[85]
- Istituti riuniti di ricovero "Castorani - De Amicis"[86]
- Fondazione Piccola Opera Charitas[87]
- Centro di salute mentale (ex Istituto Gualandi per sordomuti)[88]

## Cultura

### Istruzione

#### Scuole
Scuole dell'infanzia
Quartiere Centro Storico
- Scuola dell'Infanzia Simoncini
- Scuola dell'Infanzia "Edmondo De Amicis"

Quartiere Lido
- Scuola dell'infanzia "Don Milani"
- Scuola dell'Infanzia "Congregazione Suore oblate del Santo Bambino Gesù"

Quartiere Annunziata
- Scuola dell'infanzia Annunziata

Quartiere Colleranesco
- Scuola dell'infanzia di "Colleranesco"

Scuole primarie
Quartiere Centro Storico
- Scuola Elementare "Edmondo De Amicis"

Quartiere Lido
- Scuola Elementare Zona Orti

Quartiere Annunziata
- Scuola Elementare "Gaetano Braga"
- Scuola Elementare Bellocchio

Quartiere Colleranesco
- Scuola Elementare di Colleranesco

Scuole secondarie di I grado
- Scuola Media "Vincenzo Bindi"
- Scuola Media "Raffaello Pagliaccetti"
- Scuola Media, sede dell'Annunziata

Scuole secondarie di II grado
- Istituto di Istruzione Superiore "Giuseppe Cerulli - Venanzo Crocetti"
  - Istituto Professionale Per I Servizi Commerciali e Turistici "Venanzo Crocetti"
  - Istituto Professionale Per l'Industria e Artigianato "Raffaello Pagliaccetti"
  - Istituto Tecnico Industriale Statale "Giuseppe Cerulli"
- Polo Liceale Statale "Marie Curie"
- Sede distaccata del Conservatorio Statale Gaetano Braga di Teramo presso Palazzo Kursaal

#### Università
- In passato l'Università degli Studi di Teramo ha istituito presso Palazzo Gualandi, a breve distanza dal centro storico, corsi specialistici per il conseguimento di lauree triennali in Scienze del Turismo.
- Sede distaccata dell'Università telematica San Raffaele di Roma[89].
- Università della Terza Età e del Tempo Libero

#### Biblioteche e centri culturali
Per la ricca presenza di biblioteche, Giulianova è definita la "cittadella dei saperi".
- Biblioteca Civica "Vincenzo Bindi"
- Biblioteca "Padre Candido Donatelli"
- Biblioteca "Santuario Madonna dello Splendore"
- Centro culturale e biblioteca San Francesco-Sala Trevisan
- Centro Servizi Culturali Regione Abruzzo

#### Musei
- Casa Museo "Vincenzo Cermignani"
- Museo d'Arte dello Splendore
- Pinacoteca civica Vincenzo Bindi
- Sala civica di scultura Raffaello Pagliaccetti
- Museo Archeologico Torrione "la Rocca"
- Casa Museo Gaetano Braga
- Collezione "Giuliesi per sempre" (museo del calcio cittadino)[91]

### Cucina
Piatti e bevande strettamente legati alla città sono:
- Brodetto di pesce alla giuliese
- Antipasto alla giuliese
- Doppio Arancio Orsini

### Eventi

#### Festival Internazionale delle Bande Musicali

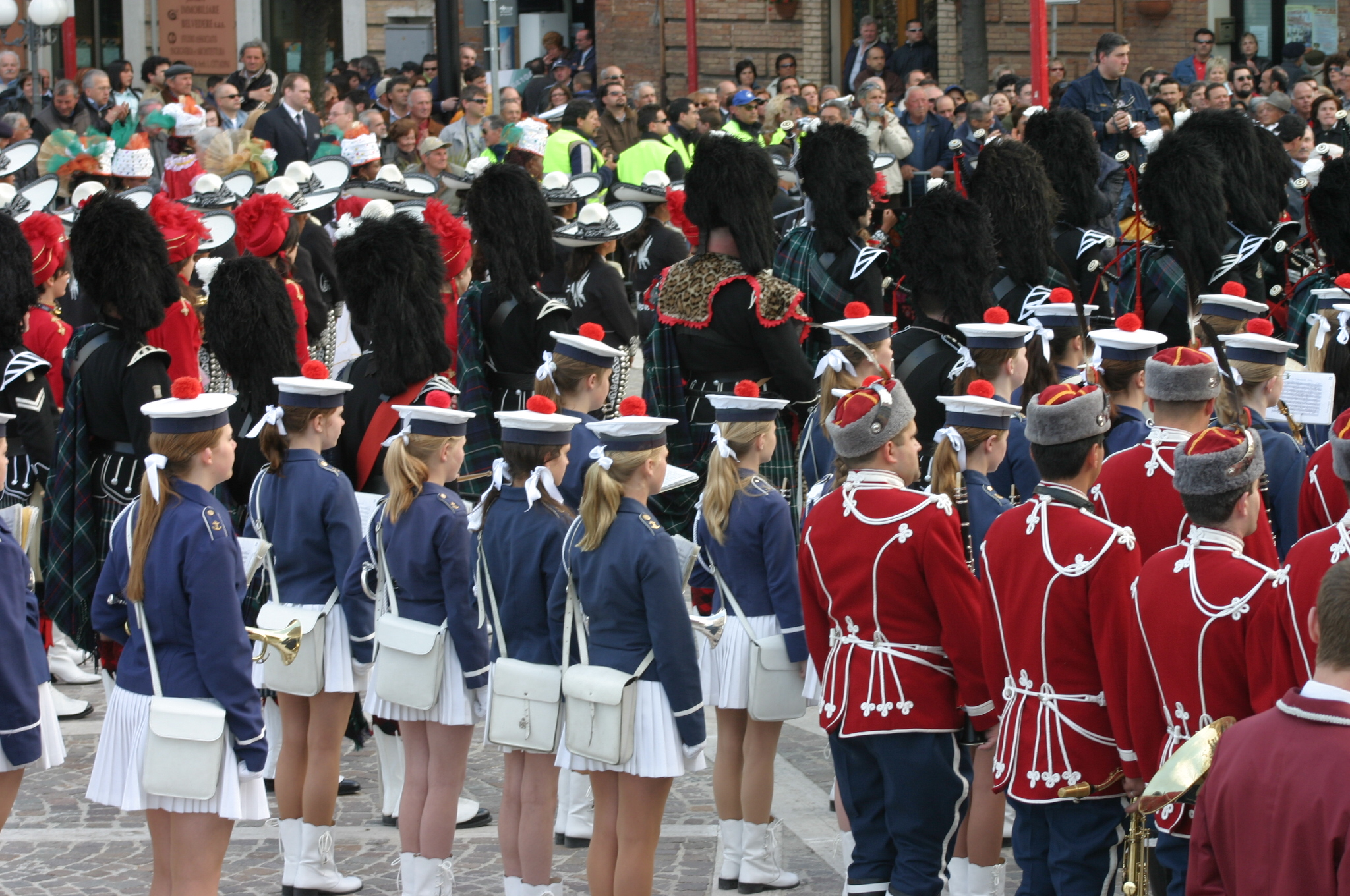
Complessi bandistici in costume allineati sulla terrazza del belvedere.

Il festival, nato nell'anno 2000, è il più prestigioso del suo genere, a livello nazionale. Germogliato dalla passione musicale di Mario Orsini, presidente dell'associazione culturale "Padre Candido Donatelli", colora ogni anno, a primavera inoltrata, la città, portando sulla riviera le più variegate bande musicali da ogni angolo del mondo. Quattro giorni di grande festa, culminanti nella serata conclusiva in piazza Buozzi, nella quale vengono conferite le premiazioni.

#### Meeting Città di Giulianova
Manifestazione nazionale open di atletica leggera aperta alle categorie cadetti/e, ragazzi/e e esordienti A - B - C, ideata nel 2001 e organizzata annualmente dall'Ecologica G e dal Centro Sportivo Italiano, che si svolge presso l'impianto di atletica leggera G. Massi di Zona Orti. È inserita all'interno del calendario FIDAL.
Hanno partecipato al meeting atleti del calibro di Andrew Howe, Assunta Legnante e Annalisa Minetti.
Successivamente il target della manifestazione è stato incentrato sui giovani atleti, trasformandola in Manifestazione Nazionale Giovanile.

## Economia

### Agricoltura, pesca ed industria
L'attività industriale a Giulianova si è sviluppata nel XIX secolo, fino alla seconda metà del novecento. Ricordiamo l'attività del chimico Vincenzo Comi che in città fondò una delle prime fabbriche di liquirizia della regione, nel 1809, all'inizio della sua attività industriale, che porterà poi due suoi dipendenti a fondare, nel 1940, la celebre azienda Saila a Silvi.
Nella seconda metà dell'800, si sviluppò l'attività della famiglia Orsini che portò alla nascita dell'omonima distilleria, inventrice del celebre Doppio Arancio, che presto seppe affermarsi a livello nazionale e oltre, ricevendo, fra le tante, onorificenze all'Esposizione permanente di Napoli e alle Esposizioni Universali di Anversa e Parigi. Con le guerre della prima metà del '900, l'azienda entrò in crisi.
Sempre sul finire del XIX secolo, la famiglia Janni si rese artefice dell'invenzione dell'organetto abruzzese, una versione con soli due bassi, detto appunto in dialetto giuliese "du bott", che seppe ricevere l'onorevole riconoscimento per la sua qualità, all'Esposizione franco - italiana di Nizza, del 1899.
Dal dopoguerra agli anni '70 Giulianova fu sede di uno degli zuccherifici abruzzesi di proprietà dell'Eridania - S.A.D.A.M., simbolo del fiorente sviluppo industriale della città e di tutta la costa settentrionale abruzzese.
Le attività agricole, che un tempo rivestivano una notevole importanza per la città, occupano oggigiorno un peso modesto nella formazione del reddito. Importanza maggiore ha invece la pesca. Per quanto riguarda le attività industriali si segnala la presenza, nel comune di Giulianova, di un certo numero di piccoli centri manifatturieri (molti dei quali legati all'industria dell'abbigliamento) e di alcune attività artigianali, in franco regresso da alcuni decenni.

### Turismo e commercio

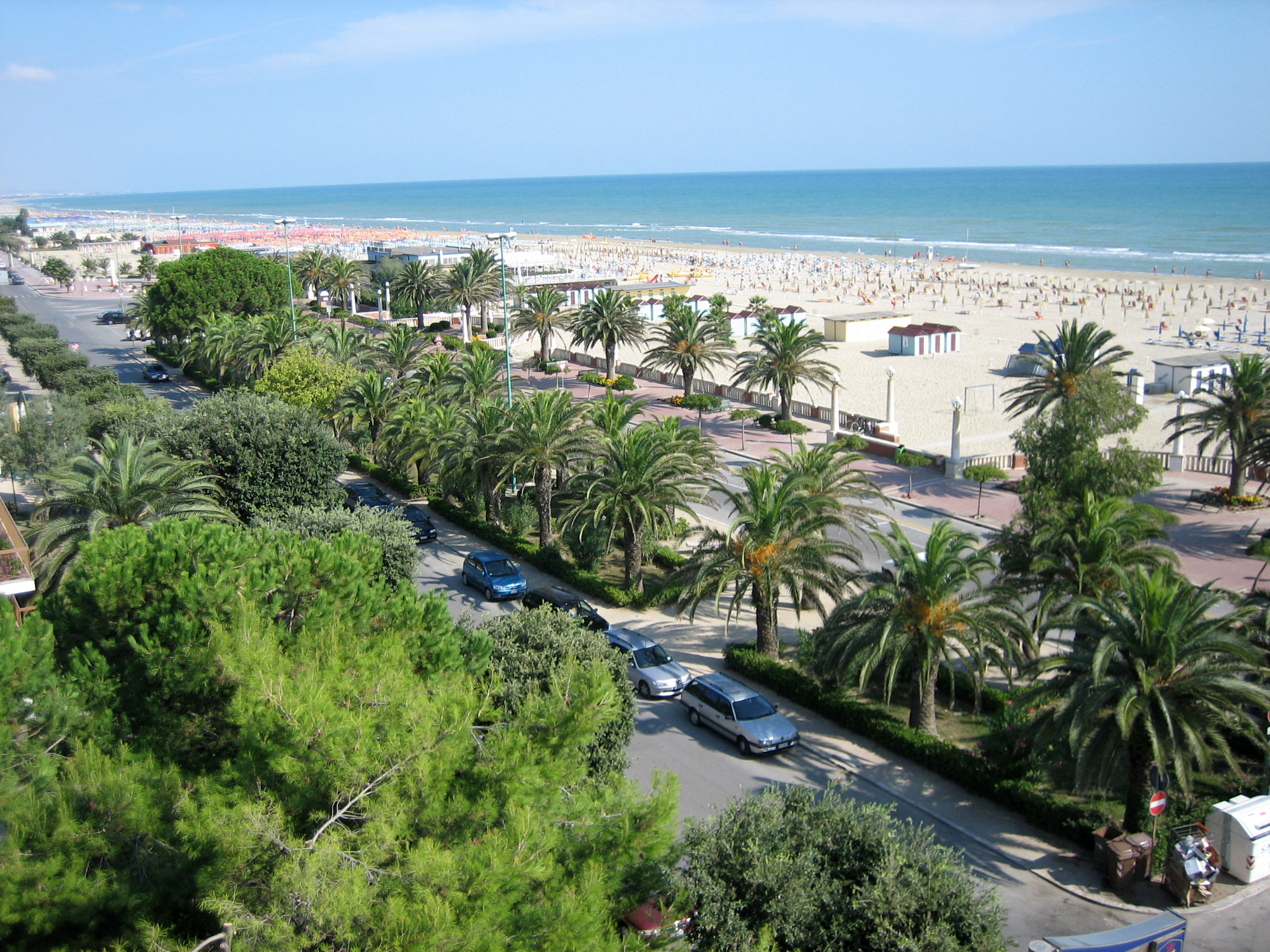
Spiaggia e lungomare

L'economia del territorio si basa in massima parte, fin dagli anni settanta del secolo scorso, sul settore terziario: commercio, servizi e, soprattutto, turismo. Giulianova vanta tradizioni turistiche risalenti agli ultimi anni dell'Ottocento e ai primi del Novecento, allorché si iniziarono ad edificare sul lungomare (la futura Giulianova Lido) ville e residenze destinate all'aristocrazia e alla borghesia non solo locali, ma provenienti anche da altre zone d'Abruzzo e d'Italia. Il movimento turistico si consolidò negli anni venti e trenta del XIX secolo ma riuscì a svilupparsi pienamente e ad esprimere tutte le proprie potenzialità solo nel secondo dopoguerra con la costruzione di molte seconde case, di decine e decine di alberghi, ristoranti e stabilimenti balneari. La bella spiaggia di fine arena, per la quale Giulianova è denominata "spiaggia d'oro", da oltre un decennio insignita della Bandiera Blu, il porto turistico, la pista ciclabile che attraversa tutto il lungomare, attraggono ogni anno numerosi villeggianti dall'Italia e dall'estero. La ciclabile attualmente in funzione raggiunge a nord la riva destra del Tronto, a sud Cologna spiaggia (per un totale di 25 km) e fa parte della estesa Ciclovia Adriatica, che, una volta completata, dovrebbe svilupparsi lungo l'intera linea costiera adriatica.

## Infrastrutture e trasporti

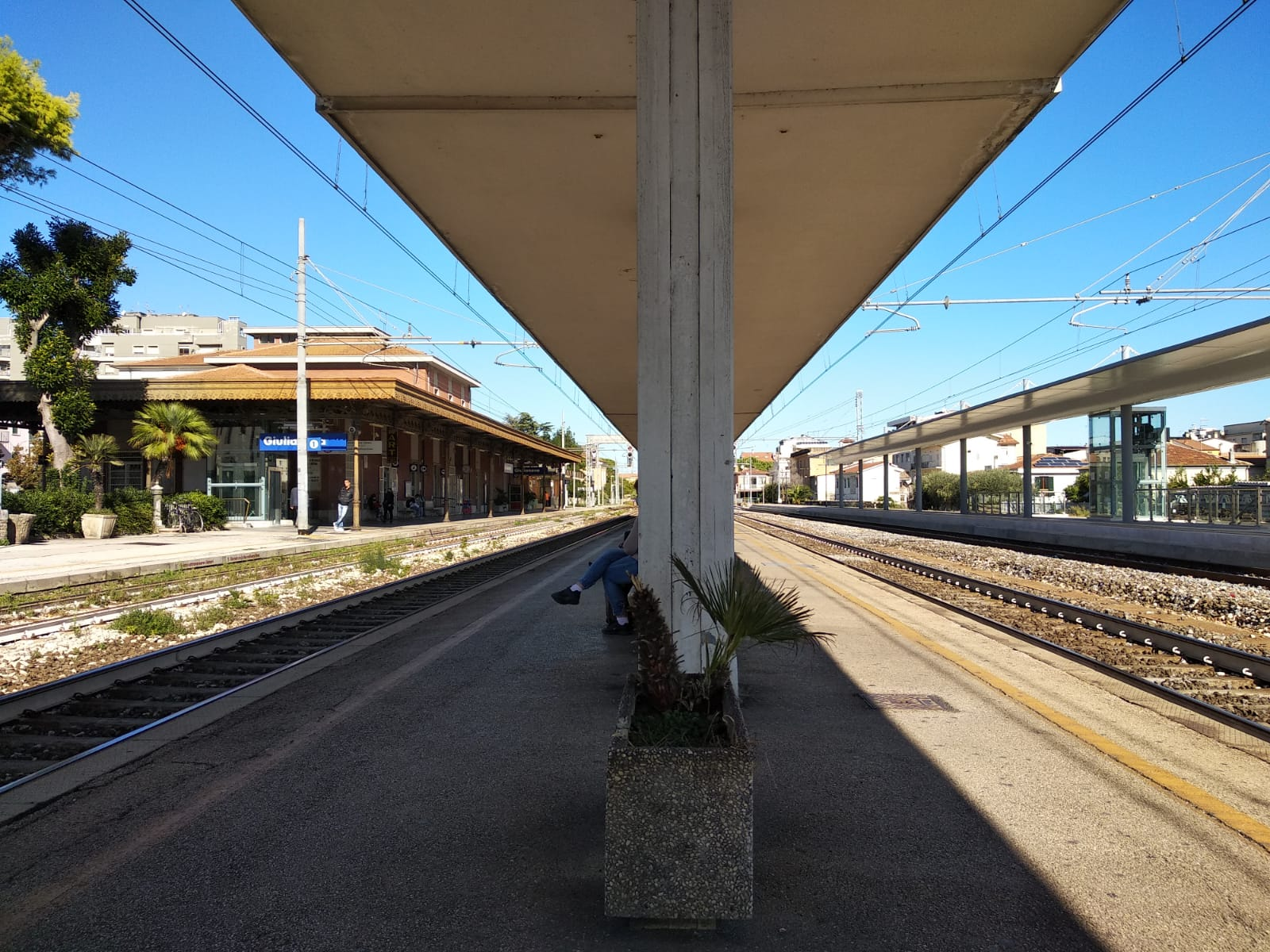
Stazione di Giulianova - prima della ristrutturazione del 2020

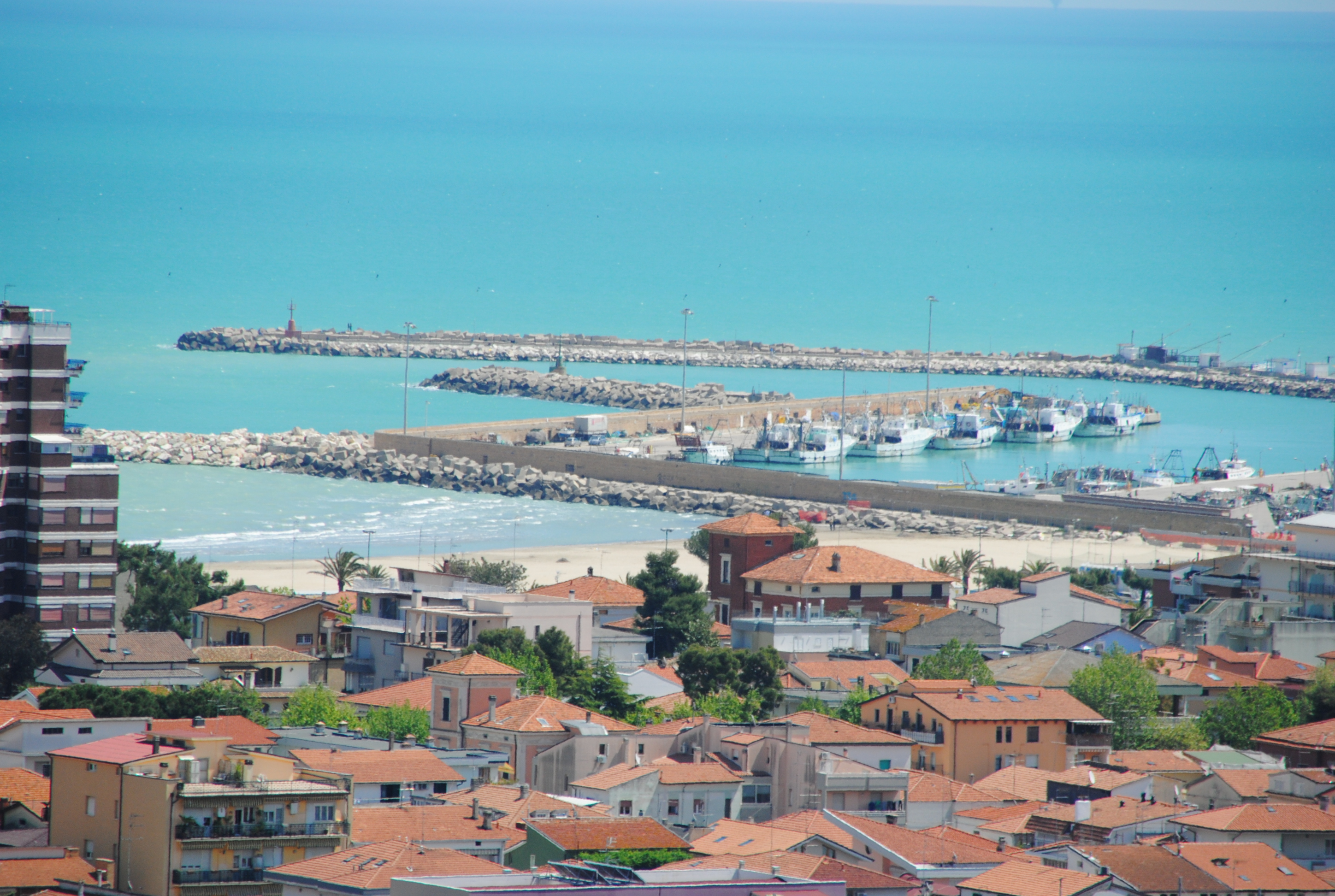
Vista del porto

### Strade
Il comune è servito da uno svincolo dell'autostrada A14 e dalla superstrada Teramo-mare, che la congiunge all'autostrada A24, ed è attraversato dalla strada statale 16 (Padova-Otranto), parallela alla costa, dalla strada statale 80 (L'Aquila-Giulianova), e dalla strada provinciale 262 di Campli (Giulianova-Campli).

### Ferrovie
La stazione di Giulianova, è la più antica (1863) e principale stazione ferroviaria di riferimento della provincia, essendo essa di scambio, posta su due linee ferroviarie, la ferrovia Adriatica e la ferrovia Giulianova-Teramo.
In passato (fino al 1954) esisteva una seconda stazione nel Comune, la stazione di Colleranesco posta sulla ferrovia Giulianova-Teramo presso l'omonima frazione.

### Porti
Il porto di Giulianova è uno dei quattro principali scali marittimi della Regione. Iniziato a realizzare ad inizio Novecento, ha specifiche connotazioni per le diverse funzionalità e i servizi portuali. In esso si trovano l'area dedicata alla pesca e all'approdo turistico. In passato, negli anni settanta e novanta, erano attive tratte passeggere con la Croazia, successivamente sospese.

### Mobilità urbana
I trasporti urbani e extraurbani di Giulianova vengono svolti con autoservizi di linea gestiti da TUA e Garspari Bus. Nel comune è presente un servizio di taxi.

### Piste ciclabili
Il comune è attraversato dal Corridoio Verde Adriatico, che si sviluppa lungo la costa adriatica.

## Amministrazione

### Gemellaggi
- Mantova[102]
- Dakar[103]

## Sport

### Calcio
Il Giulianova Calcio 1924 milita nel campionato di Serie D.
La società è stata fondata nel 1924 con la denominazione di Società Sportiva Giuliese, nel 1936, come Polisportiva Castrum, adotta per colori sociali il giallo e il rosso. Dal 1979 al 2012 assume la denominazione di Giulianova Calcio, nome che riprende nel 2023 con l'aggiunta dell'anno di fondazione. La squadra disputa le partite casalinghe presso lo stadio Rubens Fadini. La sua storia vanta 39 stagioni di calcio professionistico, tra le quali spiccano il secondo posto nel campionato di Serie C 1972-1973 e le due semifinali play-off per la Serie B di fine anni novanta, e dieci titoli nazionali giovanili.

### Basket in carrozzina
Nata nel 1982, la Polisportiva Amicacci Giulianova, dal 2006 milita nel campionato di Serie A di Handibasket e gioca le sue partite casalinghe al PalaCastrum.
È insignita dal Comitato olimpico nazionale italiano della stella di bronzo al merito sportivo e nel quinquennio 2019-2024 è all'11ª posizione nel ranking europeo stilato dall'IWBF (International Wheelchair Basketball Federation).
Nel suo palmarès figurano uno Scudetto (2023), una Supercoppa italiana (2022), la EuroCup1 (Coppa Andrè Vergauwen) (seconda competizione europea dell'IWBF) 2011-2012, e la EuroCup3 (Challenge Cup) (quarta competizione europea dell'IWBF) 2010-2011.
È stata, inoltre, vice-campione d'Europa nella stagione di Champions Cup (prima competizione europea dell'IWBF) 2024-2025, d'Italia nel 2018 e nel 2022, perdendo la finale play-off sempre contro la Briantea 84 Cantù, e finalista di Coppa Italia (2022) e della EuroCup 2 (Brinkmann Cup) (terza competizione europea dell'IWBF) 2015-2016.
Nel 2017 la squadra degli Amicuccioli, giovanili della Polisportiva Amicacci Giulianova, è stata protagonista del film Tiro libero, di Alessandro Valori, con Nancy Brilli e Carlton Myers.

### Basket
La società cestistica Giulianova Basket nasce nel 1985.
Nella stagione sportiva 2021/2022 milita in Serie B (girone C), terza serie nazionale.

### Ciclismo

Presentazione squadra per la stagione 1980 della Gis Gelati-Ecoflam al Belvedere

La città di Giulianova fu sede, fra metà degli anni settanta e novanta, del gruppo sportivo professionistico Gis Gelati-Ecoflam, fondato da Pietro Scibilia, nel quale militarono tra gli altri Marino Basso, Francesco Moser, Giuseppe Saronni e Roger De Vlaeminck.
Fra le vittorie più importanti: un Giro d'Italia (con Francesco Moser, nel 1984), due Milano-Sanremo (con Roger De Vlaeminck, nel 1979 e Francesco Moser, nel 1984) e un campionato italiano (con Giuseppe Saronni, nel 1980).
Giulianova come partenza di una tappa del Giro d'Italia:
| Data             | Tappa | Arrivo              | km  | Vincitore           | Nazionalità    |
| 1966 (28 maggio) | 11ª   | Cesenatico          | 229 | Rudi Altig          | Germania Ovest |
| 1980 (1º giugno) | 16ª   | Gatteo a Mare       | 229 | Giuseppe Martinelli | Italia         |
| 1987 (1º giugno) | 11ª   | Osimo               | 245 | Robert Forest       | Francia        |
| 2001 (20 maggio) | 1ª    | Francavilla al Mare | 208 | Ellis Rastelli      | Italia         |
| 2025 (17 maggio) | 8ª    | Castelraimondo      | 197 | Luke Plapp          | Australia      |

Giulianova come arrivo di una tappa del Giro d'Italia:
| Data             | Tappa | Partenza   | km  | Vincitore    | Nazionalità |
| 1966 (27 maggio) | 10ª   | Campobasso | 221 | Dino Zandegù | Italia      |

Giulianova come arrivo di una tappa della Tirreno-Adriatico:
| Data           | Tappa | Partenza | km  | Vincitore      | Nazionalità |
| 2024 (7 marzo) | 4ª    | Arrone   | 207 | Jonathan Milan | Italia      |

### Vela
Tre associazioni sportive si occupano di vela a Giulianova: il Circolo Velico "42º Parallelo", la Lega Navale ed il Circolo Nautico "Vincenzo Migliori".
Il Circolo Nautico "Vincenzo Migliori", nato nel 1958, è sede della Lega Navale locale.
Ha ospitato competizioni di livello nazionale, quali la Venezia-Montecarlo e, per due anni consecutivi, il Campionato Italiano di pesca d'Altura, ed è stato per sei volte tappa del Giro d'Italia a vela.
Ha vinto il Mittel Europa Criterium e la Settimana Velica Internazionale nel 2012 e il Campionato italiano di Vela d'Altura nel 2015.

### Pattinaggio
Il pattinaggio artistico a rotelle FISR riveste un ruolo importante in città. Ha mosso i primi passi in questa realtà e riveste al 2023 il ruolo di allenatrice della A.S.D.Giulianova Pattinaggio Artistico la pluricampionessa mondiale Debora Sbei.

### Impianti sportivi
- Stadio Rubens Fadini

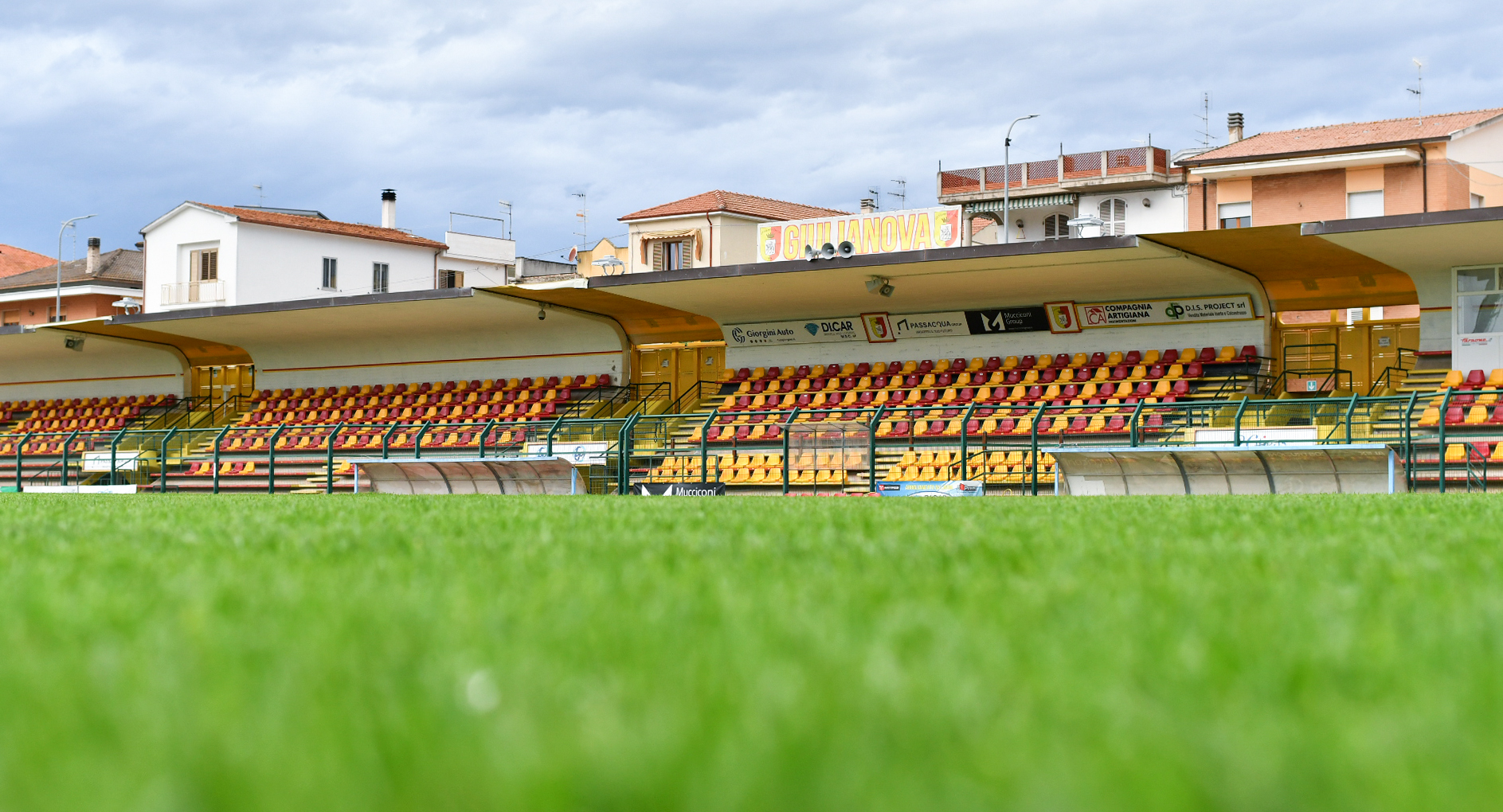
Lo stadio Rubens Fadini

- PalaCastrum, ospita le partite della Polisportiva Amicacci Giulianova, (Serie A di Handibasket) e del Giulianova Basket (Serie B),[104]
- Stadio Castrum-Orsini, impianto omologato per la Serie D, sede di allenamento dell'A.S.D. Giulianova Calcio 1924[116]
- Pista d'atletica "G. Massi", sede del Meeting città di Giulianova (calendario F.I.D.A.L.)[117]